# Angelique Kerberová
Angelique Kerberová (nepřechýleně Kerber, * 18. ledna 1988 Brémy) je bývalá německá profesionální tenistka polského původu hrající levou rukou. Na grandslamu zvítězila ve dvouhře Australian Open 2016, US Open 2016 a Wimbledonu 2018. Na Letních olympijských hrách 2016 v Riu de Janeiru vybojovala stříbrnou medaili ve dvouhře. Ve své kariéře na okruhu WTA Tour vyhrála čtrnáct singlových turnajů. V rámci okruhu ITF získala jedenáct titulů ve dvouhře a tři ve čtyřhře.
Mezi roky 2016–2017 byla světovou jedničkou ve dvouhře, když na této pozici ve třech obdobích strávila 34 týdnů. Po Steffi Grafové se stala druhou německou jedničkou, dvacátou druhou v pořadí, vůbec nejstarší v prvním období a první novou jedničkou od sezóny 2012, kdy se do čela posunula Azarenková.
Na žebříčku WTA byla ve dvouhře nejvýše klasifikována v září 2016 na 1. místě a ve čtyřhře pak v srpnu 2013 na 103. místě. Od listopadu 2018 do července 2019 ji trénoval krajan a bývalá singlová světová pětka Rainer Schüttler. Dříve tuto roli plnili Torben Beltz či Belgičan Wim Fissette (2018).
V německém týmu Billie Jean King Cupu debutovala v roce 2007 tojotskou baráží o Světovou skupinu proti Japonsku, v níž prohrála dvouhry s Takaovou i Moritovou. Ve Světové skupině 2014 vyhrála v roli jedničky družstva vždy po dvou singlech ve čtvrtfinále se Slovenskem i v semifinále proti Austrálii a stala se hlavní strůjkyní postupu Němek po 22 letech do finále proti České republice. V něm pak nestačila na Šafářovou ani Kvitovou, přestože ve třetí sadě vedla 4–1 na gamy. Němky odjely z Prahy poraženy 1:3. Do listopadu 2023 v soutěži nastoupila ke sedmnácti mezistátním utkáním s bilancí 14–15 ve dvouhře a 0–0 ve čtyřhře.
Německo také reprezentovala na londýnských Hrách XXX. olympiády, kde v soutěži dvouhry prohrála ve čtvrtfinále se světovou jedničkou Viktorií Azarenkovou. Společně se Sabine Lisickou vypadly ve druhém kole ženské čtyřhry. S Philippem Petzschnerem nastoupili do smíšené čtyřhry, v níž také nepřešli přes úvodní fázi turnaje.

## Tenisová kariéra

### 2010
V sezóně se kvalifikovala na melbournský Australian Open, na kterém poprvé v kariéře postoupila do třetího kola, když vyřadila Olgu Govorcovovou a dvacátou třetí nasazenou Francouzku Aravane Rezaïovou. Poté však v třísetové bitvě nestačila na zástupkyni ruského tenisu Světlanu Kuzněcovovou.
Premiérové finále na okruhu WTA Tour si zahrála na bogotském Copa BBVA Colsanitas, v němž ji zdolala kolumbijská hráčka Mariana Duqueová Mariñová. V předcházejícím semifinále zdolala nejvýše nasazenou Argentinku Giselu Dulkovou. Ve druhém kole MPS Group Championships ji vystavila stopku Američanka Varvara Lepčenková. Do třetí fáze se probojovala na charlestonském Family Circle Cupu, hraném na zelené antuce. Skončila zde na raketě Daniely Hantuchové. Ve čtvrtfinále jediné africké události roku Grand Prix SAR La Princesse Lalla Meryem, probíhající v Marrakéši, byla nad její síly Češka Renata Voráčová.
Pařížský French Open znamenal vypadnutí ve druhém kole od Aravane Rezaïové. Na trávě prošla do třetí fáze AEGON Classic, kde ji zdolala pozdější čínská šampionka Li Na. Nizozemský turnaj UNICEF Open opustila již po otevíracím zápase porážkou od zástupkyně belgického tenisu Justine Heninové. Ve Wimbledonu si poradila s indickou hráčku Saniou Mirzaovou a izraelskou turnajovou třináctkou Šachar Pe'erovou, aby vzápětí travnatý pažit opustila po prohře od Australanky Jarmily Grothové.

### 2011

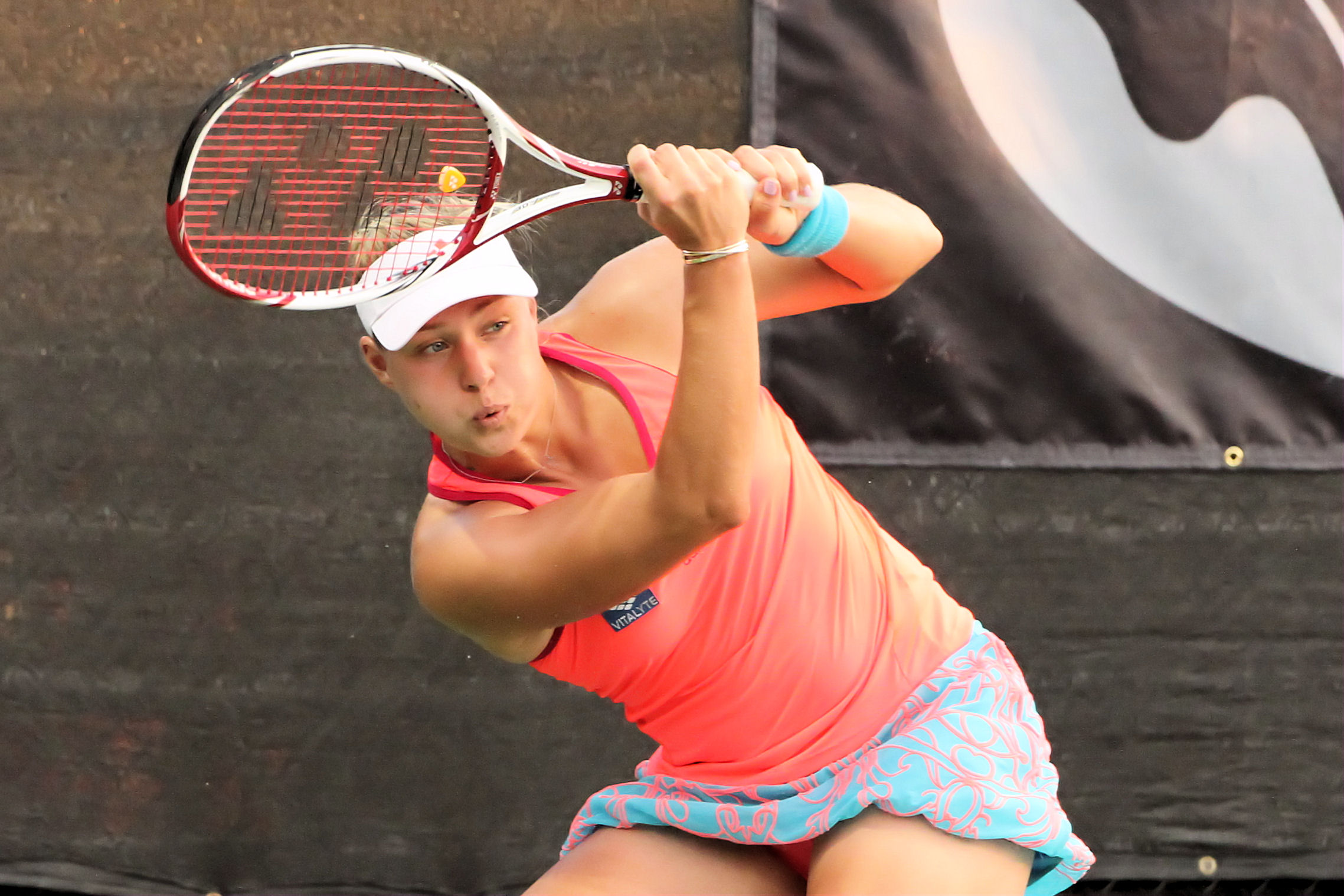
Bekhend na Texas Tennis Open

Sezónu otevřela na Moorilla Hobart International, kde skončila ve čtvrtfinále na raketě americké tenistky Bethanie Mattekové-Sandsové. Následovala šňůra šesti porážek v řadě, kterou protrhla až na The Bahamas Women's Open, kde se probojovala do finále. V něm nenašla recept na Anastasiji Jakimovovou. Březnový Sony Ericsson Open znamenal vyřazení ve druhém kole od Italky Francescy Schiavoneové. Na wimbledonské trávě podlehla 17leté britské teenagerce Lauře Robsonové.
Do newyorského US Open vstupovala v roli 92. hráčky žebříčku. Poté, co vyřadila americkou naději Lauren Davisovou po třísetovém průběhu, postarala se o překvapení grandslamu, když přehrála dvanáctou nasazenou Agnieszku Radwańskou po třech setech. Ve třetím kole ji nezastavila ani ruská hráčka Alla Kudrjavcevová a v osmifinále zdolala Rumunku Monicu Niculescuovou. Postoupila tak do svého premiérového čtvrtfinále na majoru, kde stopku vystavila turnajové dvacet šestce Flavii Pennettaové po třísetovém průběhu. Až v semifinále skončila na raketě turnajové devítky a pozdější vítězky Samanthy Stosurové z Austrálie. Bodový zisk znamenal postup na kariérní maximum, když v následném vydání světové klasifikace figurovala na 34. místě.

### 2012
V sezóně vyhrála dva turnaje ve dvouhře a poprvé postoupila do elitní světové desítky, až na 5. místo.

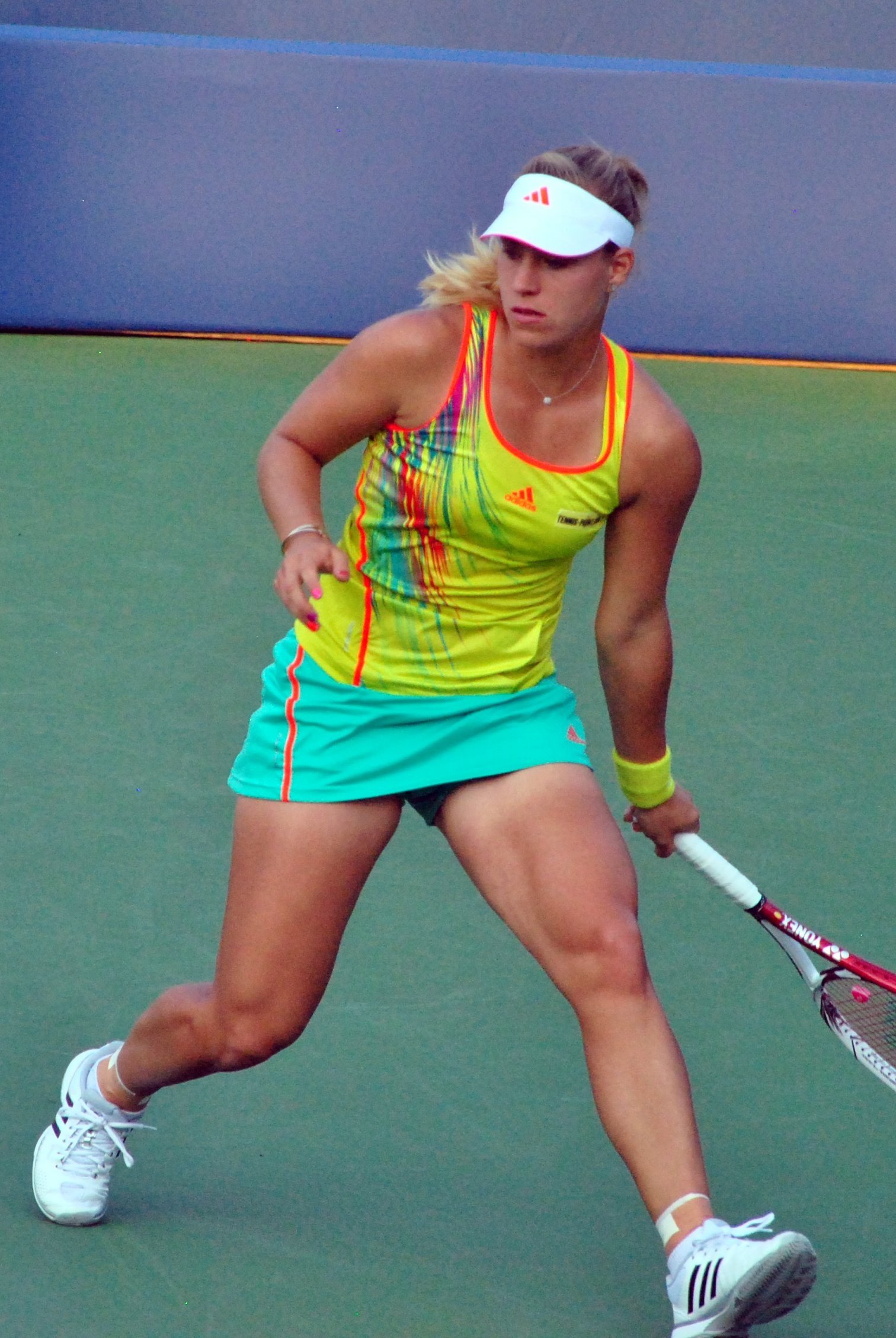
Na US Open 2012

 Sezónu zahájila na ASB Classic, kde v semifinále prohrála s Italkou Pennettaovou. Hned na dalším turnaji v Hobartu jako nasazené čtyřka opět skončila v semifinále, když prohrála se svou krajankou a pozdější vítězkou Barthelovou, kde se do soutěže musela kvalifikovat. Na Australian Open pak vypadla ve třetím kole s Ruskou Marií Šarapovovou po hladkém průběhu.
Premiérový titul kariéry získala na pařížském Open GDF Suez, kde si ve finále poradila s francouzskou hráčkou Marion Bartoliovou. Druhé vítězství přidala v polovině dubna na kodaňském e-Boks Open poté, co v boji o turnajový pohár zdolala dánskou obhájkyni titulu Caroline Wozniackou.
Na druhém grandslamu French Open skončila ve čtvrtfinále na raketě finalistky turnaje Sary Erraniové ve dvou setech. Během wimbledonské přípravy na eastbourneském turnaji AEGON International byla vyřazena Rakušankou Tamirou Paszekovou po dramatickém průběhu, přestože v rozhodující sadě vedla 5–3 a neproměnila pět mečbolů. Ve Wimbledonu došla do svého druhého grandslamového semifinále. V něm ji porazila Agnieszka Radwańská.
Během letní části na amerických betonech si zahrála první finále turnaje Premier 5, do něhož prošla na Western & Southern Open. Cestou do něj jí podlehly překvapivě Serena Williamsová a Petra Kvitová. Její přemožitelkou se stala čínská tenistka Li Na, na kterou nestačila. Na newyorském US Open, kde obhajovala semifinálovou účast, skončila ve čtvrtém kole na raketě Italky Erraniové.
Výsledky z průběhu roku ji zajistily premiérovou účast na istanbulském Turnaji mistryň. Tam však prohrála všechna svá utkání.

### 2013

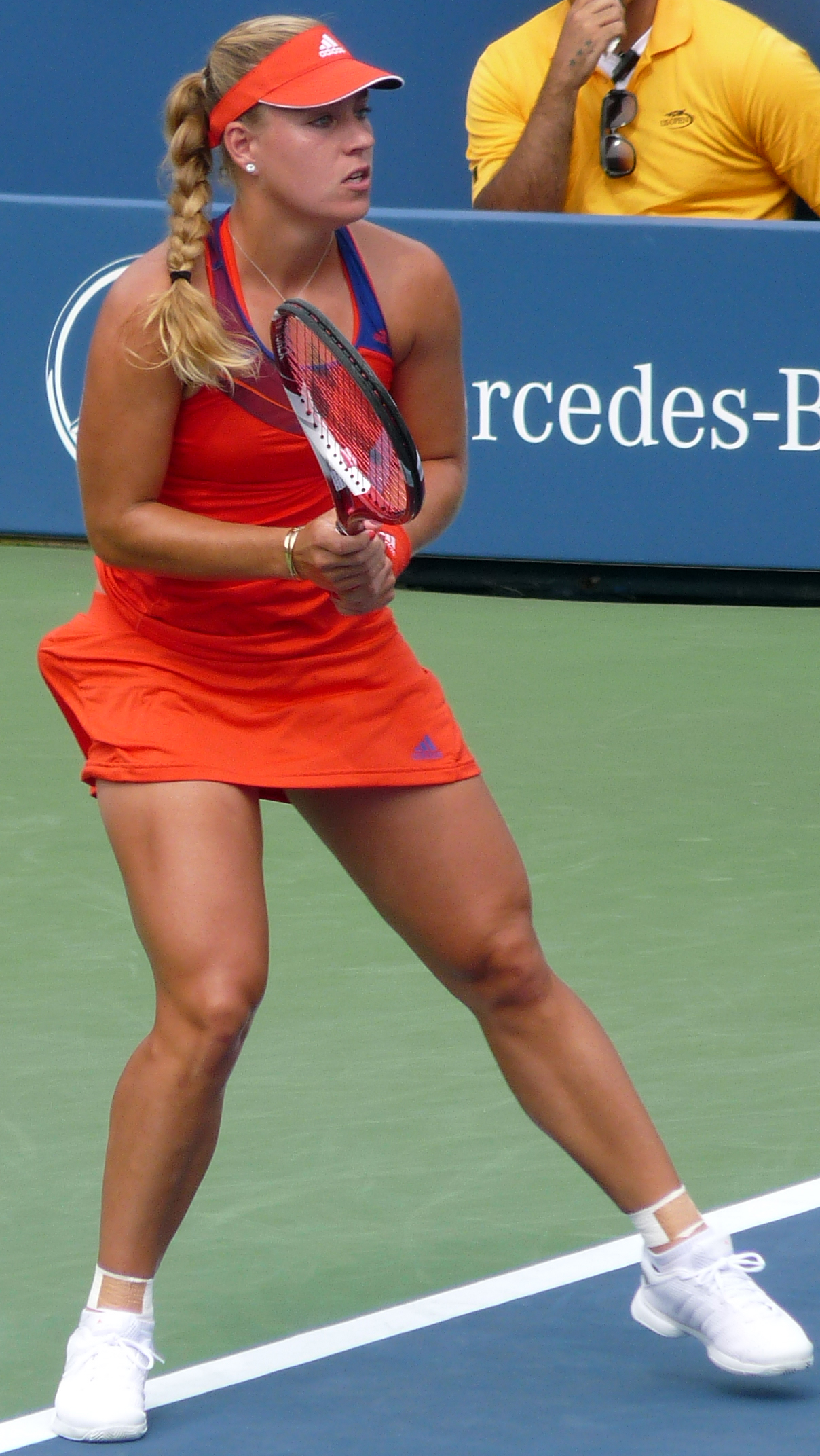
Během US Open 2013

V sezóně získala jediný turnajový titul v jejím závěru na lineckém turnaji. Z dalších dvou finále odešla poražena. Během roku neopustila elitní světovou desítku a na istanbulský turnaj se kvalifikovala podruhé v řadě.
Ačkoliv byla sezóna méně vydařená než předchozí, figurovala v jejím průběhu v první světové desítce. Premiérové finále si zahrála na mexickém Monterrey Open, v němž podlehla Anastasii Pavljučenkovové. Do druhého boje o titul se probojovala až na sklonku sezóny na tokijském Toray Pan Pacific Open, kde nestačila na Češku Petru Kvitovou. Po návratu do Evropy si připsala jediný turnajový triumf roku, když na říjnovém Generali Ladies Linz přehrála ve finále Srbku Anu Ivanovićovou poté, co proměnila čtvrtý mečbol.
Na grandslamech se neprobojovala dále než do osmifinále. Ve čtvrtých kolech skončila na Australian Open, kde ji vyřadila Jekatěrina Makarovová, na French Open po prohře se Světlanou Kuzněcovovou, a také na US Open po porážce od Carly Suárezové Navarrové. Ve Wimbledonu, kde obhajovala semifinálovou účast, skončila již ve druhém kole na raketě Estonky Kaii Kanepiové, přestože v tiebreaku druhé sady vedla 5–1 a byla dva míče od postupu.
Ve své druhé účasti na závěrečném Turnaji mistryň, naposledy probíhajícím v Istanbulu, skončila v základní skupině. Zaznamenala jediné vítězství nad Agnieszkou Radwańskou a poražena odešla od Sereny Williamsové a Petry Kvitové.
V závěrečné klasifikaci žebříčku WTA jí patřilo 9. místo.

### 2014
Do sezóny vstoupila na Brisbane International, kde skončila ve čtvrtfinále na raketě Srbky Jeleny Jankovićové. Navazující turnaj Apia International Sydney znamenal postup do finále, v němž překvapivě podlehla až kvalifikantce a 107. hráčce žebříčku Cvetaně Pironkovové po dvousetovém průběhu. Na úvodním grandslamu Australian Open ji v osmifinále zastavila italská tenistka Flavia Pennettaová ve třech sadách. Pařížský Open GDF Suez, konaný v únoru, představoval čtvrtfinálové vyřazení od zástupkyně ruského tenisu Anastasie Pavljučenkovové.

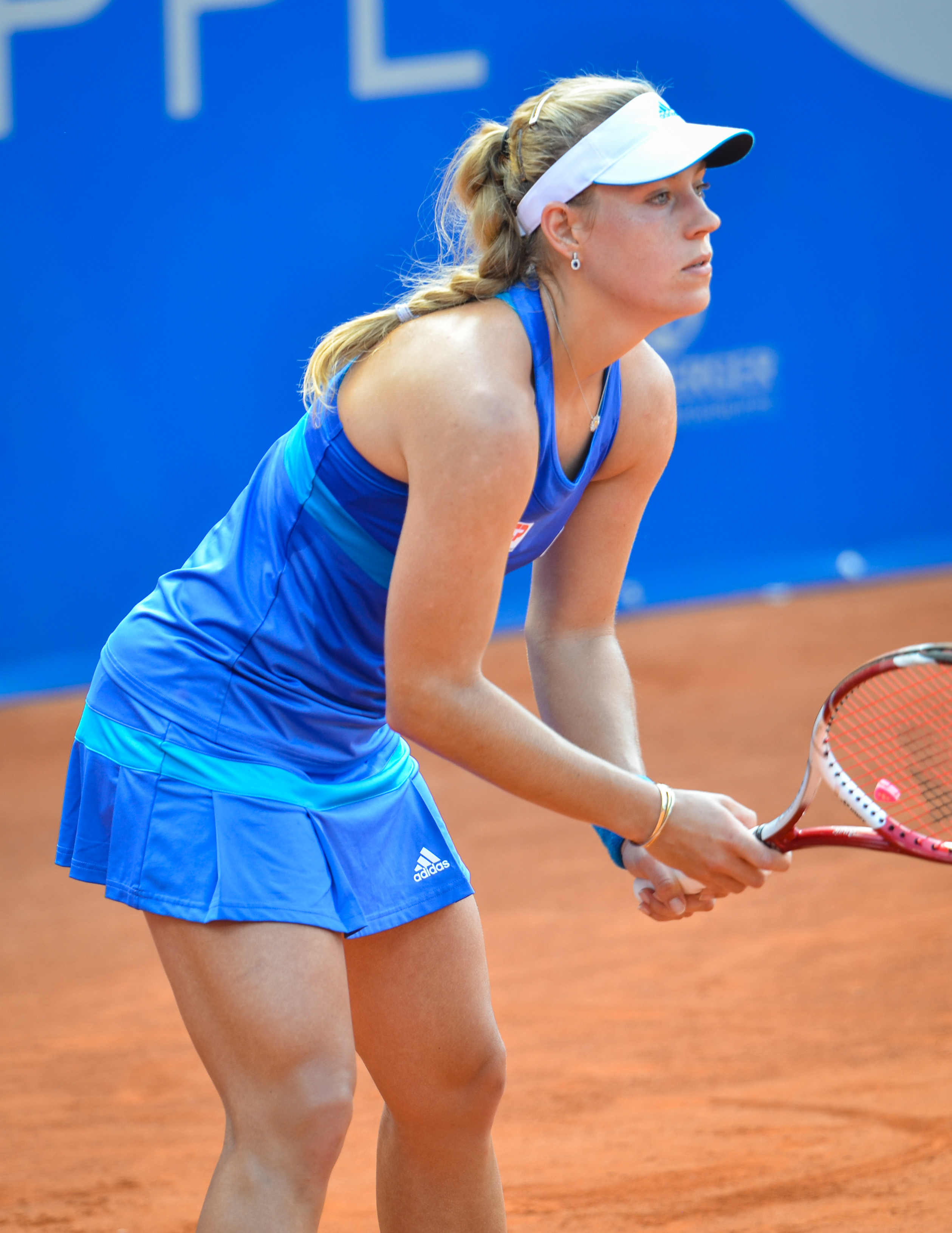
Příjem na Nürnberger Versicherungscupu

V prvním únorovém kole Světové skupiny Fed Cupu vedla německým tým za vítězstvím na bratislavské půdě proti Slovensku. Na výsledku zápasů v poměru 3:1 se podílela dvěma body, když zdolala čerstvou finalistku Australian Open Dominiku Cibulkovou i Danielu Hantuchovou. Na arabské události Qatar Total Open v Dauhá se probojovala do finále, kde ji přehrála Rumunka Simona Halepová, aby získala první titul z kategorie Premier 5. Do prvního ze dvou povinných amerických turnajů BNP Paribas Open vstupovala jako pátá nasazená. Po volném losu však nestačila na španělskou hráčku Maríu Teresu Torróvou Florovou. Po přesunu do floridského Key Byscaine prošla na Sony Open Tennis mezi poslední osmičku tenistek, kde ji vyřadila světová jednička Serena Williamsová ve dvou setech.
Na Mutua Madrid Open skrečovala zahajovací zápas proti Francouzce Caroline Garciaové pro poranění zad. Po třísetové bitvě odešla poražena na Internazionali BNL d'Italia od Petry Cetkovské. Poslední přípravou před pařížským majorem se stal norimberský Nürnberger Versicherungscup, kam přijela jako turnajová jednička. Ve čtvrtfinále však skončila na raketě další české hráčky Karolíny Plíškové. Její cestu pavoukem French Open ukončila ve čtvrtém kole Kanaďanka Eugenie Bouchardová.

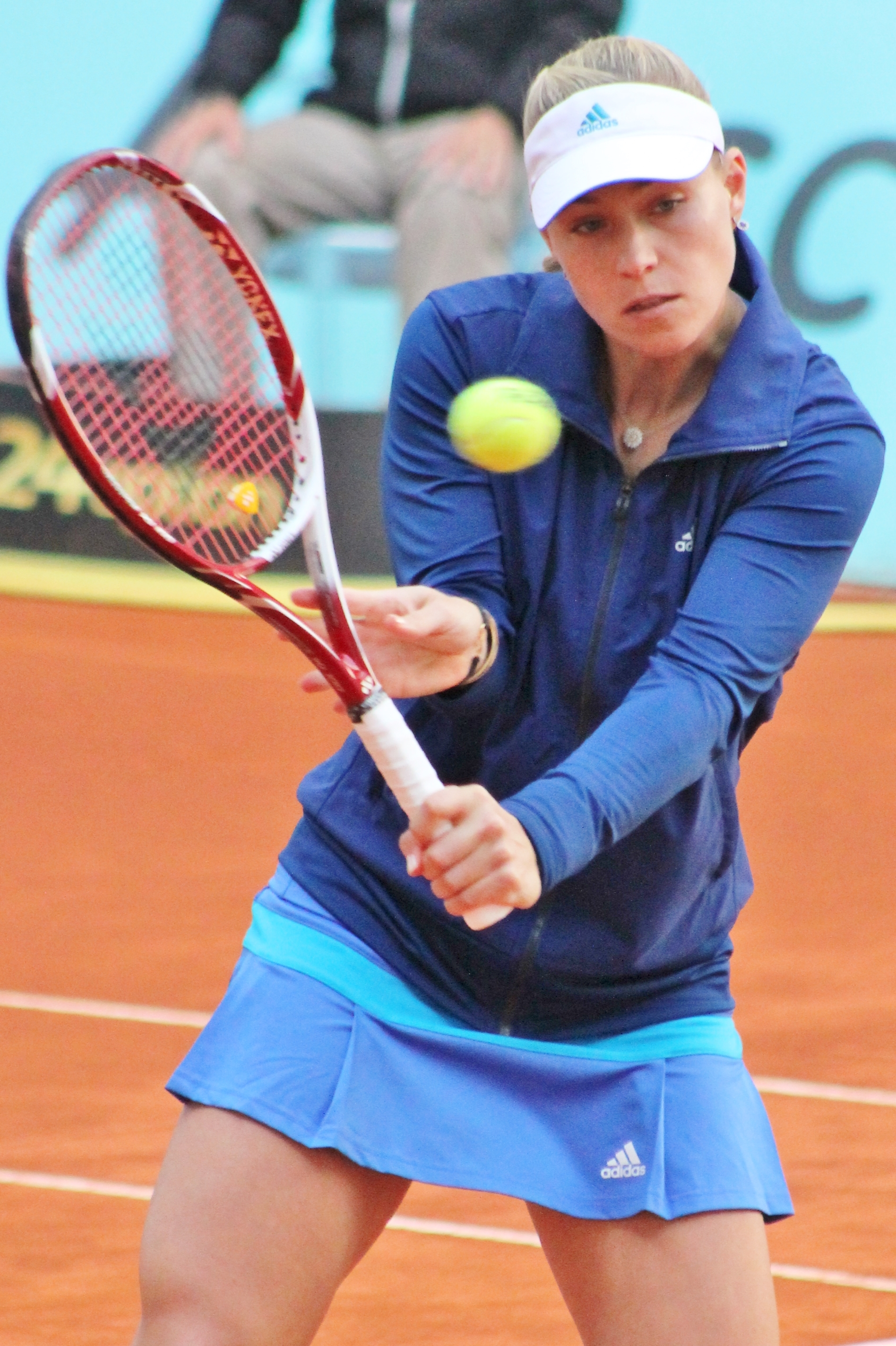
Rozehrání během Madrid Open

Travnatou část roku otevřela na AEGON International v Eastbourne, kde byla nad její síly americká tenistka Madison Keysová. V roli deváté nasazené ve Wimbledonu zdolala na úvod Polku Urszulu Radwańskou. V další fázi vyřadila Heather Watsonovou a obhájkyni semifinálové účasti Kirsten Flipkensovou z Belgie. V osmifinále zvládla duel s novou šampionkou Roland Garros Marií Šarapovovou, aby ji podruhé za sebou na grandslamu vystavila stopku Eugenie Bouchardová, tentokrát ve čtvrtfinále.
V červenci se účastnila stanfordského Bank of the West Classic, kde jako nasazená trojka rozehrála turnaj ve druhém kole vítězstvím nad Američankou Coco Vandewegheovou po třísetovém průběhu. Poté na její hru nenašly recept Garbiñe Muguruzaová a Varvara Lepčenková. V sezóně tak postoupila do čtvrtého finále, v němž narazila na favorizovanou Serenu Williamsovou. Přestože do zápasu vstoupila lépe a v úvodní sadě vedla, z duelu odešla poražena. Další týden plnila roli turnajové šestky na tradičním Rogers Cupu, hraném v Montréalu. Po volném losu oplatila květnovou prohru Caroline Garciaová, než ji zastavila Venus Williamsová po těsném třísetovém průběhu. Opět jako šestka startovala na cincinnatském Western & Southern Open. Ve druhé fázi zdolala Jekatěrinu Makarovovou. Ve třetím kole však nestačila na dánskou bývalou světovou jedničku Caroline Wozniackou. Také poslední major roku US Open znamenal vyřazení ve třetím kole od 17leté švýcarské naděje Belindy Bencicové poté, co předtím přehrála Xenii Pervakovou a Allu Kudrjavcevovou.

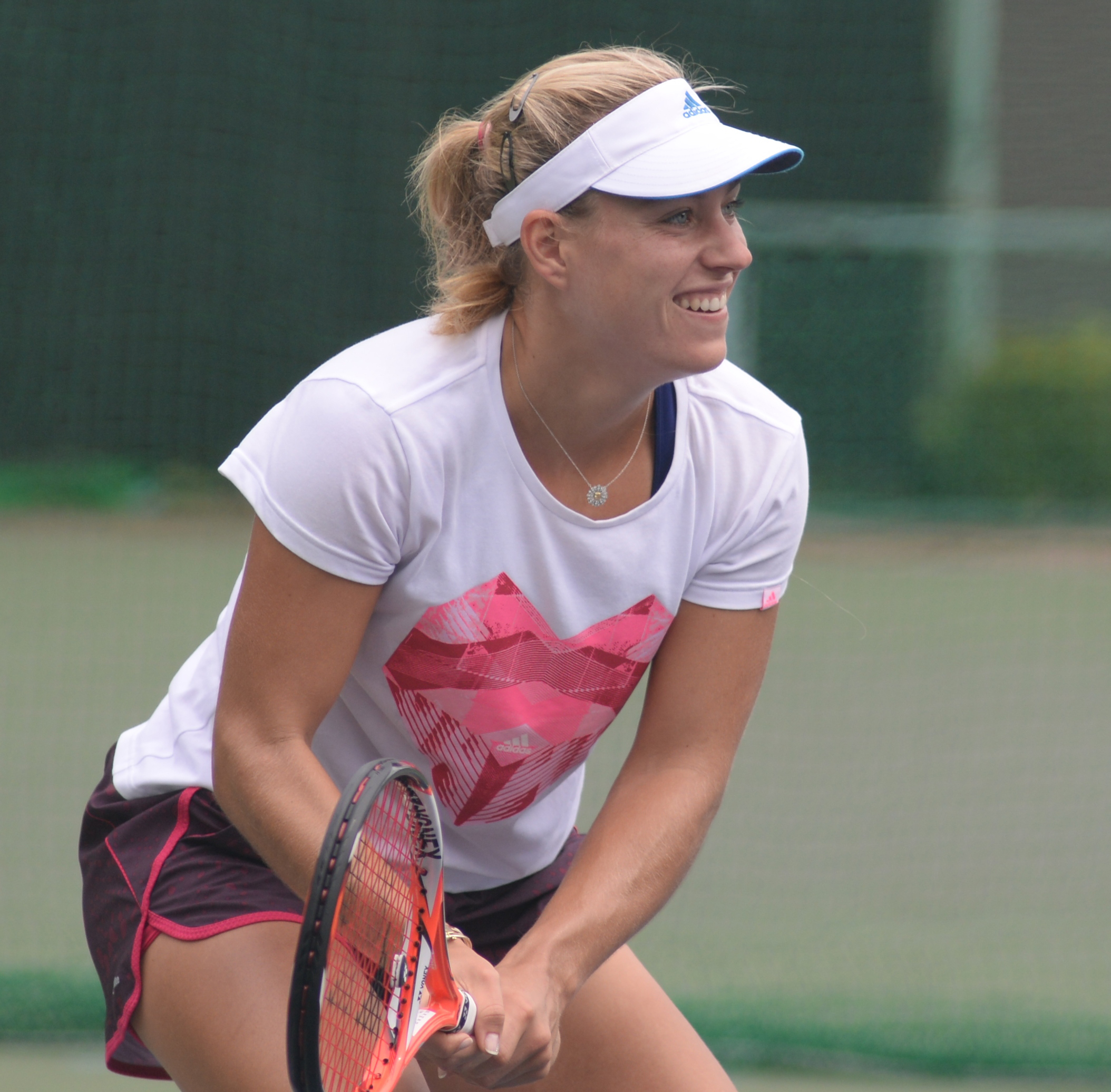
Trénink na Toray Pan Pacific Open

Na asijské túře si z pozice nejvýše nasazené tokijského Toray Pan Pacific Open poradila s Elinou Svitolinovou a Dominikou Cibulkovovou, aby ji v semifinále zastavila pozdější srbská vítězka Ana Ivanovićová. Premiérový ročník čínské události Wuhan Open pro ni znamenal postup přes Zarinu Dijasovou a Barboru Záhlavovou-Strýcovou. Mezi zbylou osmičkou hráček ji však dále nepustila Svitolinová. Na posledním čtvrtém turnaji Premier Mandatory – China Open, neúspěšně bojovala o účast na Turnaji mistryň. Porážka ve třetím kole od zkušené Světlany Kuzněcovové znamenala, že se na závěrečnou událost roku podívá jen jako náhradnice.
V listopadu vedla německé družstvo do finále Fed Cupu proti České republice. Němky postoupily do boje o vítězný pohár po 22 letech. V otevírací dvouhře podlehla Šafářové, když v obou sadách prohospodařila náskok 4–2. V neděli pak svedla třísetový boj proti Kvitové. V rozhodujícím setu již vedla 4–1 na gamy, ale náskok opět ztratila. Soupeřka zahrála pět her v řadě a získala třetí vítězný bod českého týmu.

### 2015
Na úvod sezóny prohrála ve čtvrtfinále Brisbane International s ukrajinskou hráčkou Elinou Svitolinovou. Navazující Apia International Sydney znamenal semifinálovou porážku od Karolíny Plíškové. Poprvé od Wimbledonu 2011 pak vypadla v úvodním kole grandslamu, když v melbournském Australian Open nestačila na Rumunku Irinu-Camelii Beguovou.

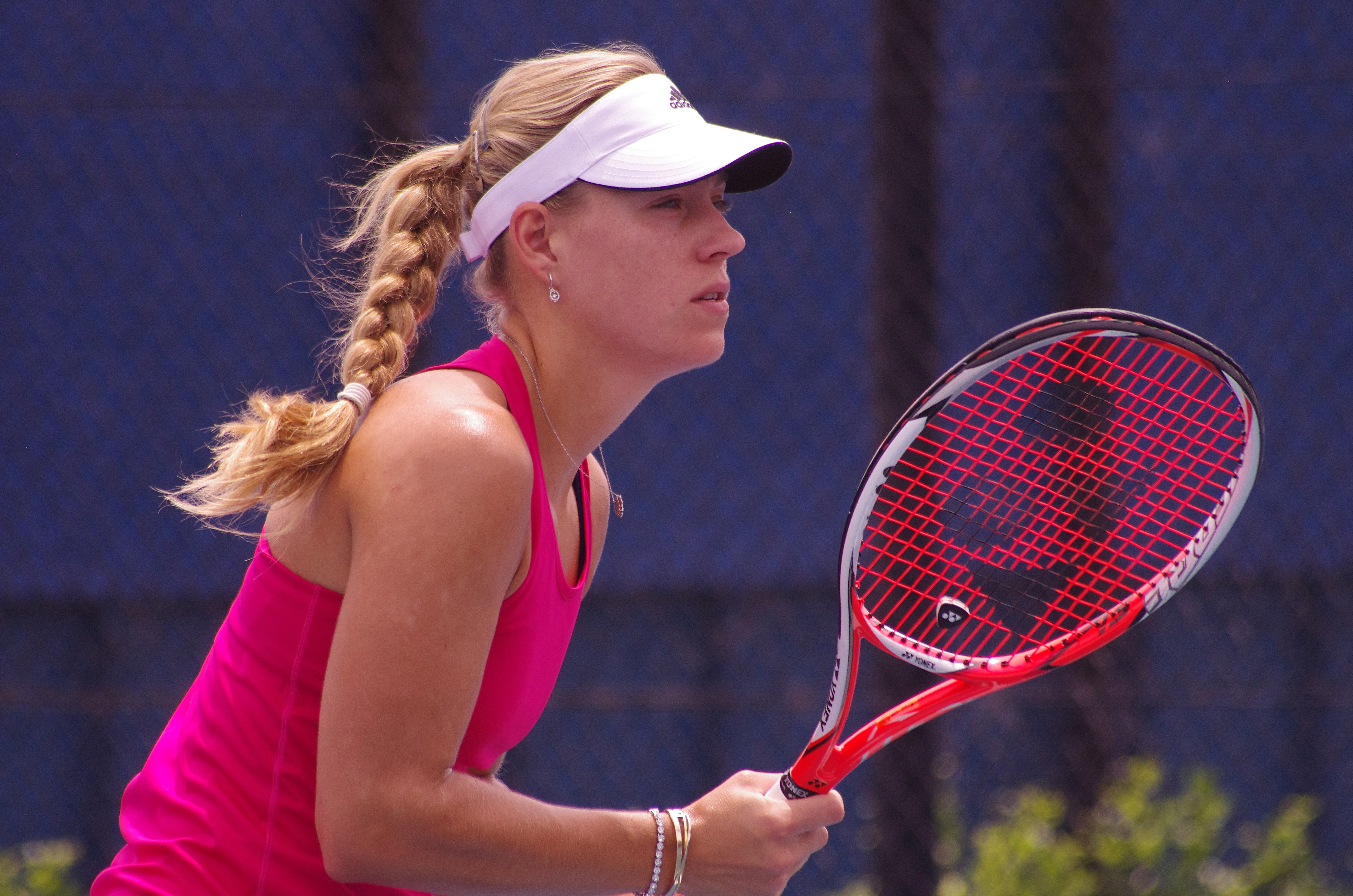
Během přípravy na Apia International Sydney

Rychlé vyřazení přišlo na belgickém Diamond Games, když nenašla recept na Francescu Schiavoneovou. Ztráta bodů znamenala opuštění elitní světové desítky, a to premiérově od roku 2012. Arabský Dubai Tennis Championships přinesl účast ve třetím kole, v němž ji stopku vystavila další Italka Flavia Pennettaová. Zlepšení formy nepřinesl ani Qatar Total Open, kde ji zastavila bývalá světová jednička hrající na divokou kartu Viktoria Azarenková. Na dvou velkých amerických turnajích, Indian Wells Masters a Miami Open, vyhrála jediný zápas. Na prvním z nich skončila na raketě Sloane Stephensové. Ve druhém případu zdolala Britku Watsonovou, aby ji poté zastavila Světlana Kuzněcovová.
Na Family Circle Cupu, probíhajícím na zelené antuce, se probojovala do svého prvního finále v roce. Přes nepříznivý vývoj gamů 1–4 ve třetí sadě, průběh otočila a na úkor Američanky Madison Keysové získala čtvrtý titul v rámci okruhu WTA Tour. Porsche Tennis Grand Prix přinesl další finálovou účast a opět musela dohánět nepříznivý poměr her 3–5 v rozhodujícím dějství. Nakonec triumfovala nad Dánkou Caroline Wozniackou. Vítězná série skončila v prvním kole Mutua Madrid Open, kde ji zastavila Samantha Stosurová. Časné vyřazení přišlo také na Italian Open, když nenašla ve druhé fázi recept Irinu Beguovou. Před semifinále Nürnberger Versicherungscup odstoupila pro bolestivá záda. Konečnou fází French Open se stalo třetí kolo, v němž ji zdolala zlepšující se Španělka Garbiñe Muguruzaová. Přesto se poprvé od února vrátila do světové desítky na 10. místo.

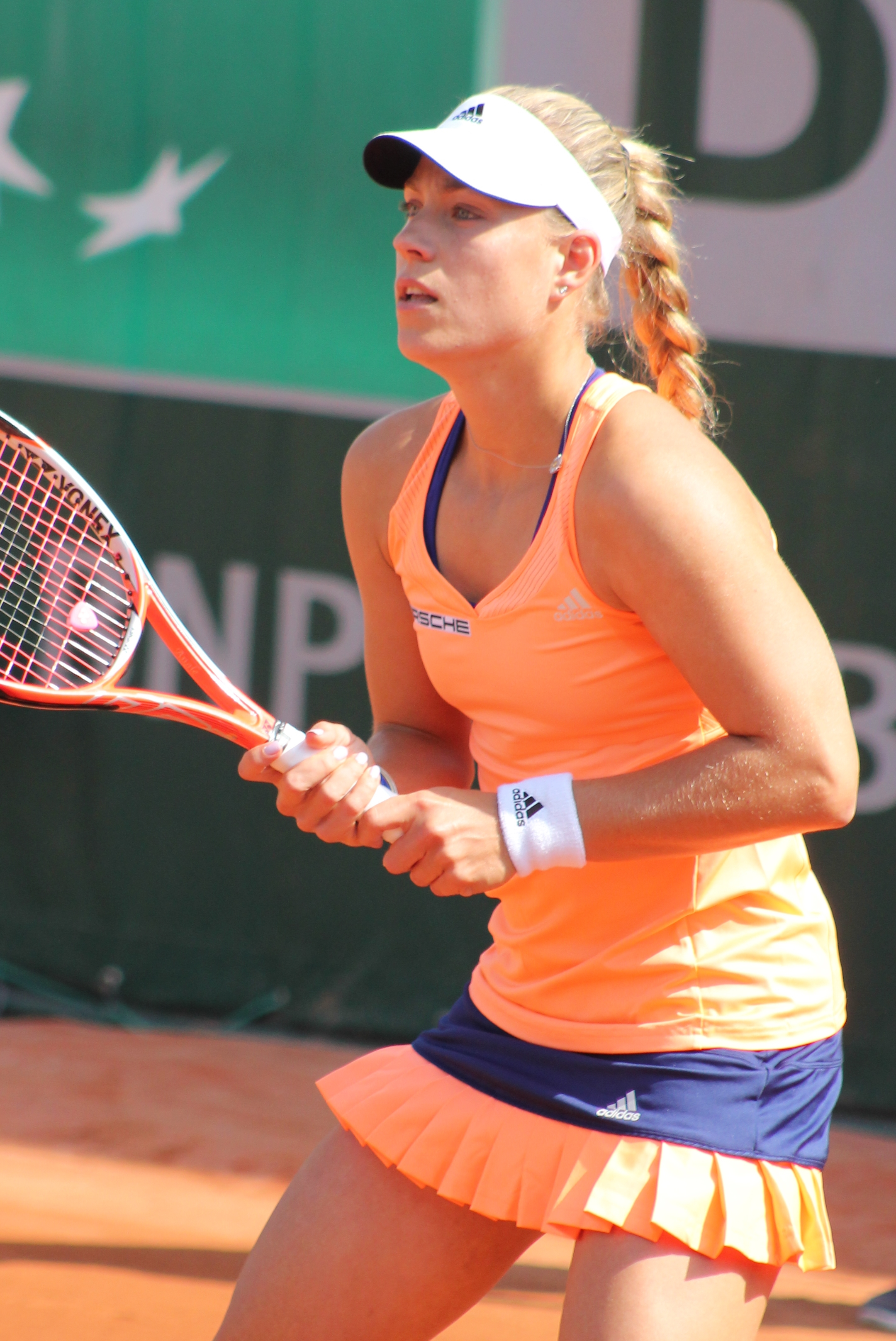
French Open znamenalo vyřazení ve třetím kole od Muguruzaové

V těsném třísetovém finále travnatého AEGON Classic vrátila lednovou porážku Karolíně Plíškové, což znamenalo její třetí sezónní trofej. Pařížský scénář se opakoval ve Wimbledonu, když ve třetím fázi dohrála opět na raketě pozdější finalistky Muguruzaové, a po grandslamu opustila elitní světovou desítku.
Americkou letní sérii rozehrála na Bank of the West Classic, na němž postoupila do finálového klání proti Karolíně Plíškové. Vyšla z něj vítězně. Mezi poslední šestnáctkou hráček Canada Masters jí stopku vystavila Simona Halepová. Navazující Western & Southern Open znamenal vyřazení od švýcarské teenagerky Belindy Bencicové. Newyorský US Open přinesl opuštění třetího grandslamu za sebou ve třetí fázi, tentokrát po prohře od Azarenkové.
Podzimní asijskou část otevřela čtvrtfinálem na tokijském Toray Pan Pacific Open, v němž byla nad její síly Wozniacká. V semifinále Wuhan Open počtvrté v sezóně narazila na Muguruzaovou, která ji opět na čínské události zdolala. Mezi poslední osmičkou tenistek China Open nezvládla duel proti Agnieszce Radwańské. Divokou kartu pak obdržela na Hong Kong Open, kde pronikla do finále. Z boje o titul však odešla poražena od Srbky Jeleny Jankovićové. Dne 21. října se potřetí v kariéře kvalifikovala na Turnaj mistryň, hraný podruhé v Singapuru. Do turnaje vstupovala jako 6. nasazená, když byla vylosována do bílé skupiny spolu s Garbiñe Muguruzaovou a českými levačkami Petrou Kvitovou a Lucie Šafářovou. Ve skupině dokázala porazit jen Kvitovou a nedokázala tak postoupit dále. Sezónu nakonec zakončila čtvrtým rokem v Top 10 jako světová hráčka číslo 10.

### 2016: Vítězka Australian Open a US Open, světová jednička a olympijské stříbro
Novou sezónu zahájila v Brisbane, kde se jako 4. nasazená dokázala dostat postupně přes Camilu Giorgiovou, Madison Brengleovou, Anastasiji Pavljučenkovovou a Carlu Suárezovou Navarrovou až do finále, kde byla však krátká na Bělorusku Viktorii Azarenkovou, které podlehla ve dvou setech. V Sydney poté přešla v úvodním kole přes Elinu Svitolinovou z Ukrajiny, ale do následného souboje nenastoupila, jelikož ji trápily střevní potíže.
Do prvního grandslamu ročníku Australian Open vstupovala jako 7. nasazená hráčka. V 1. kole udolala Japonku Misaki Doiovou, když ve druhém setu musela odvracet mečbol soupeřky. V dalších třech kolech proti rumunské tenistce Alexandře Dulgheruové, Madison Brengleové a krajance Annike Beckové neztratila ani jeden set a postoupila do svého prvního čtvrtfinále v Melbourne, čímž zkompletovala všechna čtvrtfinále na všech čtyřech Grand Slamech. V něm porazila poprvé až v sedmém vzájemném střetnutí Viktorii Azarenkovou. Semifinálovou účastí vyrovnala své grandslamové maximum, které následně dokázala vylepšit, když v něm ve dvou sadách přehrála Britku Johannu Kontaovou a postoupila poprvé do finále grandslamového turnaje. V něm pak přehrála světovou jedničku a favorizovanou obhájkyni titulu Serenu Williamsovou ve třech sadách. Stala se tak prvním německým šampionem na Grand Slamu od triumfu Steffi Grafové na French Open 1999, stejně jako druhou německou šampionkou na turnajích velké čtyřky a druhou Němkou, která vystoupala na 2. místo žebříčku WTA. Představovala prvního tenistu historie, který vyhrál dvouhru na Grand Slamu poté, co odvrátil mečbol v prvním kole. V zápase proti Misaki Doiové bojovala s křečemi a vyčerpáním.
První událostí po triumfu na australských kurtech se pro ni stal Fed Cup, kde Němky přivítaly Švýcarsko. Kerberová nejprve ve dvou setech porazila Timeu Bacsinszkou, aby stejným poměrem později nestačila na Belindu Bencicovou. Němky v sérii prohrály 2:3 na zápasy. Pro poranění pravého stehne se odhlásila z následného turnaje kategorie WTA Premier v Dubaji.

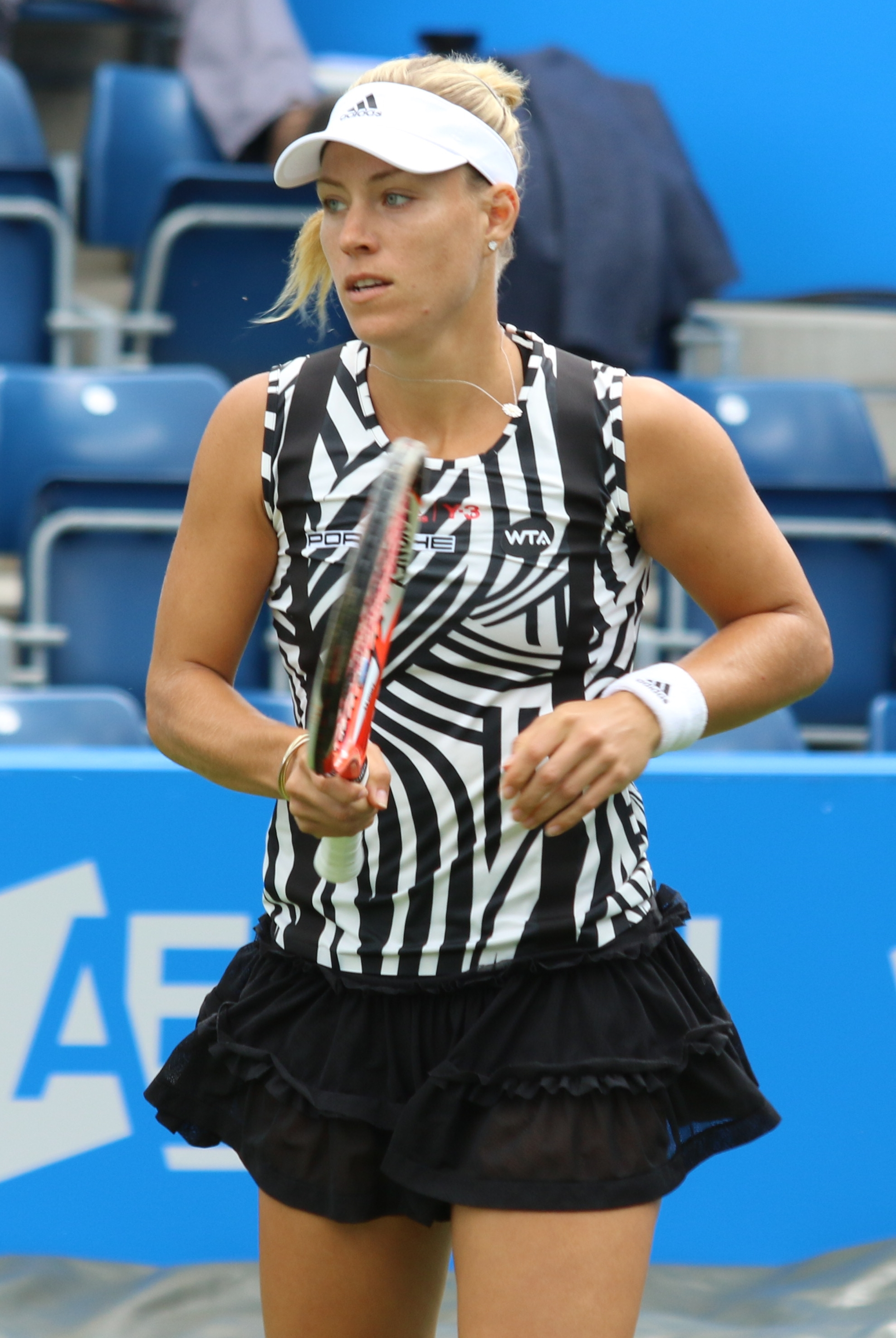
Travnatý AEGON Classic v Birminghamu znamenal čtvrtfinálovou účast

Dalším turnajem byl pro ni katarský Qatar Total Open, kde jako nejvýše nasazená hráčka nestačila ve 2. kole na nenasazenou Číňanku Čeng Saj-saj. Stejný scénář ji čekal i na americké části sezóny BNP Paribas Open v Indian Wells, kde jako 2. nasazená hráčka po volném losu v úvodním kole nestačila na českou tenistku Denisu Allertovou, které podlehla dvakrát 5–7. Na dalším americkém Majoru Miami Open už si vedla lépe, když se jako 2. nasazená hráčka probojovala přes Barboru Strýcovou, Kiki Bertensovou, Tímeu Babosovou a Madison Keysovou do semifinále, v němž ve dvou setech podlehla Bělorusce Viktorii Azarenkové. Jako obhájkyně titulu na zelené antuce v Charlestonu odstoupila v semifinále za stavu 1–6 a 0–3 kvůli nemoci proti nakonec vítězce celého turnaje Sloane Stephensové z USA. V polovině dubna pak pomohla dvěma body německým tenistkám nad Rumunkami k udržení se ve světové skupině Fed Cupu, když ve dvou setech porazila Irinu-Cameliu Beguovou a následně i Rumunskou jedničku Simonu Halepovou.
Na dubnovém Porsche Tennis Grand Prix prošla přes Petru Kvitovou do finále. V něm zdolala kvalifikantku a krajanku Lauru Siegemundovou ve dvou setech. Připsala si tak devátý singlový titul na okruhu WTA Tour a poprvé v kariéře ovládla jeden turnaj dvakrát. Vyjma finanční odměny obdržela také model sportovního vozu Porsche 718 Boxster S pro rok 2017. Na turnaji kategorie Premier Mandatory Mutua Madrid Open skončila hned v úvodním kole, když ve dvou sadách podlehla Češce Barboře Strýcové. V Římě ji následně po volném lose v 1. kole zastavila ve třech setech Eugenie Bouchardová. Jako jedna z favoritek ztroskotala hned v prvním kole vrcholu antukové sezóny French Open na nizozemské tenistce Kiki Bertensové, s níž uhrála jeden set.
Před Wimbledonem stihla odehrát na trávě pouze turnaj AEGON Classic v Birminghamu, kde ji ve čtvrtfinále jako obhájkyni titulu oplatila ve dvou setech porážku z Fed Cupu Simona Halepová. Na londýnský Grand Slam přijížděla jako čtvrtá hráčka světové žebříčku a stejnou pozici ji udělili i pořadatelé v nasazení jednotlivých hráček. Na úvod si poradila s domácí tenistkou startující na divokou kartu Laurou Robsonovou, již povolila jen 4 gemy. Jen o jeden gem více povolila ve 2. kole Američance Varvaře Lepčenkové. Ve 3. kole přešla i přes krajanku Carine Witthöftovou, již zdolala ve dvou setech V další fázi porazila za 64 minut japonskou hráčku Misaki Doiovou. Ve čtvrtfinále podruhé v sezóně porazila Simonu Halepovou, které sebrala hned šestkrát podání a zvítězila. Podruhé v kariéře tak postoupila v All England Clubu do semifinále. V něm ji nedokázala sebrat set ani Venus Williamsová, kterou porazila a postoupila do svého druhého grandslamového finále v kariéře, druhého i v sezóně 2016. V něm se v odvetě z finále Australian Open utkala s mladší sestrou Venus, Serenou. V utkání ji nabídla soupeřka při svém vlastním podání pouze jedinou šanci k brejknutí, kterou nevyužila, a jelikož sama přišla o svůj servis dvakrát, podlehla obhájkyni titulu.
Po travnaté části sezóny odcestovala do švédského Båstadu, kde na tamějším antukovém Swedish Open plnila roli nejvýše nasazené hráčky. V úvodním kole vydřela třísetové vítězství nad 664. hráčku žebříčku domácí Cornelii Listerovou, jež v turnaji startovala díky divoké kartě. Před 2. kolem se však kvůli problémům s levým loktem z turnaje odhlásila. Po turnaji se přesunula do kanadského Montréalu, podniku jenž byl součástí americké šňůry na tvrdých betonech US Open Series 2016. Po volném losu v úvodním kole, si v dalších dvou kolech shodně ve třech setech poradila nejprve s Mirjanou Lučićovou Baroniovou z Chorvatska a následně s Elinu Svitolinovou. Ve čtvrtfinále postoupila přes Rusku Darju Kasatkinovou do semifinále. V něm nestačila na pozdější vítězku celého turnaje Simonu Halepovou. V roli druhé nasazené odehrála srpnový olympijský turnaj v Riu de Janeiru. Na její raketě postupně zůstaly Kolumbijka startující na divokou kartu Mariana Duqueová Mariñová, Kanaďanka Eugenie Bouchardová, australská turnajová třináctka Samantha Stosurová, britská nasazená desítka Johanna Kontaová a v semifinále pak sedmička soutěže Madison Keysová ze Spojených států. Na cestě do finále neztratila žádný set. V něm však za 2:09 hodin podlehla portorické 34. ženě žebříčku Mónice Puigové po třísetovém průběhu a odvezla si stříbrnou olympijskou medaili.

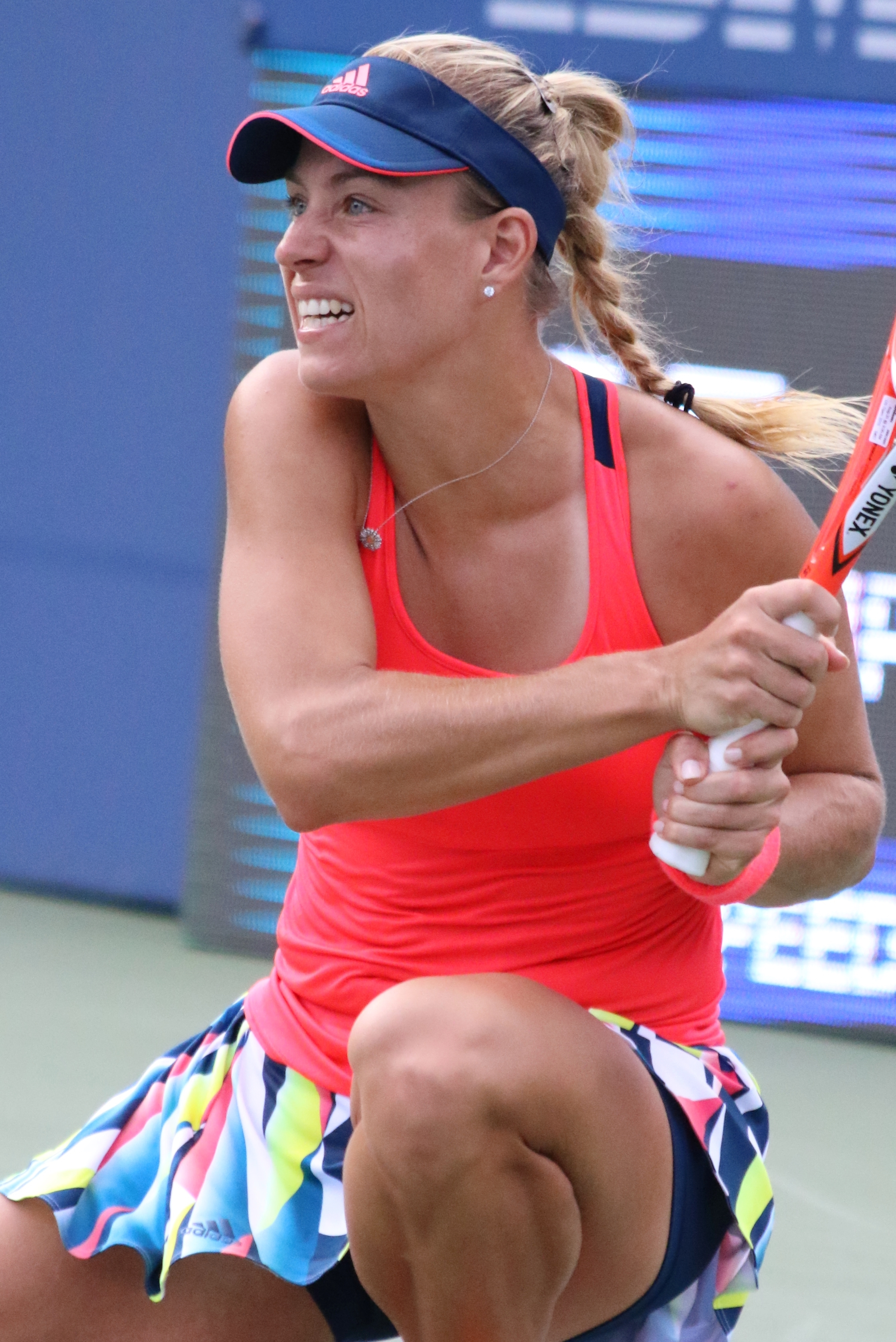
Úder na US Open, kde triumfovala a stala se novou světovou jedničkou ve dvouhře

Po hrách se přesunula do Severní Ameriky, kde měla na americkém turnaji Western & Southern Open v Cincinnati po odstoupení Sereny Williamsové šanci stát se novou světovou jedničkou. K tomu však potřebovala na tomto podniku triumfovat. Po volném losu v 1. kole porazila ve dvou setech nejprve Kristinu Mladenovicovou z Francie a následně i podruhé v sezóně Barboru Strýcovou. Ve čtvrtfinále si ve třech sadách poradila s Carlou Suárezovou Navarrovou a v boji o finále zdolala Simonou Halepovou. Finálová výhra nad Češkou Karolínou Plíškovou, se kterou předchozí dvě jediné finále ovládla, ji dělila od trůnu světové hráčky číslo jedna, k čemuž po vítězném semifinále poznamenala: „Pořád mi schází jedna výhra. Celý týden jsem o tom nepřemýšlela. Každý se mě na to ptá. Pokud se mi to podaří, bude to úžasné. Ale já se budu soustředit na finále, ve kterém mě čeká velmi těžká soupeřka.“ V něm však patnáctá nasazená Plíšková nedala Kerberové šanci a po hladkém průběhu ji o tuto možnost připravila.
Na US Open přijela v roli světové dvojky. Na cestě do finále neztratila žádný set. V prvním zápase uštědřila na úvod Slovince a 120. hráčce žebříčku Poloně Hercogové „kanára“, když vyhrála všechny své servisy bez ztráty míče. Po zahájení druhé sady si soupeřka vyžádala zdravotní přestávku a utkání následně skrečovala pro nemoc. Ve druhé fázi přešla přes Chorvatku Mirjanu Lučićovou Baroniovou, aby ve třetím kole ztratila jen dvě hry s americkou kvalifikantkou Catherine Bellisovou. Poté na její raketě skončila za 87 minut česká turnajová čtrnáctka Petra Kvitová, které prolomila v první sadě třikrát podání. Ve vyrovnanějším druhém setu soupeřka zakončila zápas sedmou dvojchybou. Sedmá nasazená Italka a obhájkyně finálové účasti Roberta Vinciová dohrála ve čtvrtfinále, když úvodní dějství zakončila druhým servisem se zahlášenou chybou nohou. Přesto v ní předtím držela vedení 5–4 a 30:0. Němka získala devět závěrečných gamů v řadě a z posledních 38 odehraných míčů vyhrála 28. Italka se potýkala se zraněním Achillovy šlachy a potížemi zad. Do semifinále proti 74. hráčce žebříčku a dvojnásobné finalistce newyorského grandslamu Caroline Wozniacké již nastupovala s jistotou posunu do čela světové klasifikace. Rychlé vedení her 4–0 proměnila v zisk úvodního setu poměrem 6–4. Uprostřed druhého Dánce opět vzala servis a brejk si pohlídala až do závěru. Bilanci vzájemných zápasů tak navýšila na 8–5 a poprvé v kariéře postoupila do finále US Open. V něm pak porazila za 2:09 hodin jedenáctou hráčku žebříčku Karolínu Plíškovou ve třech sadách. Stala se tak první tenistkou, vyjma Sereny Williamsové, která získala více než jeden grandslam během kalendářní sezóny od roku 2007 a Justine Heninové. Následně se ve vydání žebříčku WTA z 12. září 2016 posunula na 1. místo jako 22. světová jednička v pořadí a po Steffi Grafové druhá z Německa. Kerberová vyhrála US Open jako čtvrtá levoruká tenistka v historii.
Na konci září odcestovala do Číny, kde poprvé v pozici světové jedničky startovala na turnaji kategorie Premier 5 ve Wu-chanu. Po volném lose v úvodním kole, porazila v další fázi ve třech setech Kristinu Mladenovicovou. V osmifinále však po více než třech a čtvrt hodinách podlehla Petře Kvitové, se kterou prohrála poprvé v sezóně. Ve stejné části skončila i na turnaji kategorie Premier Mandatory v Pekingu, kde ji po výhrách nad Češkami Kateřinou Siniakovou a Barborou Strýcovou vyřadila ve dvou setech Elina Svitolinová. Na turnaji Hong Kong Tennis Open jí pak zastavila ve čtvrtfinále Darja Gavrilovová, která Kerberové dovolila pouhé čtyři hry.
Dne 17. října 2016 oznámila Serena Williamsová, že kvůli přetrvávajícím problémům s ramenem nebude startovat na Turnaji mistryň a ukončila sezónu. To zajistilo Kerberové, že si udrží pozici světové jedničky do konce sezóny. Kerberová tak poprvé v kariéře zakončila sezónu jako hráčka číslo jedna. Jakožto nejvýše postavená vstupovala do singapurského Turnaje mistryň, kde v základní skupině ani jednou nezaváhala a postupně porazila Dominiku Cibulkovou, Simonu Halepovou a Madison Keysovou, čímž se na čtvrtý pokus poprvé probojovala do semifinále tohoto turnaje. V něm lehce přemohla Agnieszku Radwańskou a postoupila do závěrečného utkání o cenný vavřín. V něm však podlehla ve dvou setech Dominice Cibulkové, kterou dokázala přemoci v základní skupině.
Po konci sezóny byla poprvé v kariéře vyhlášena nejlepší světovou tenistou roku podle Mezinárodní tenisové federace (ITF).

### 2017: Pokles formy a výpadek z první světové dvacítky

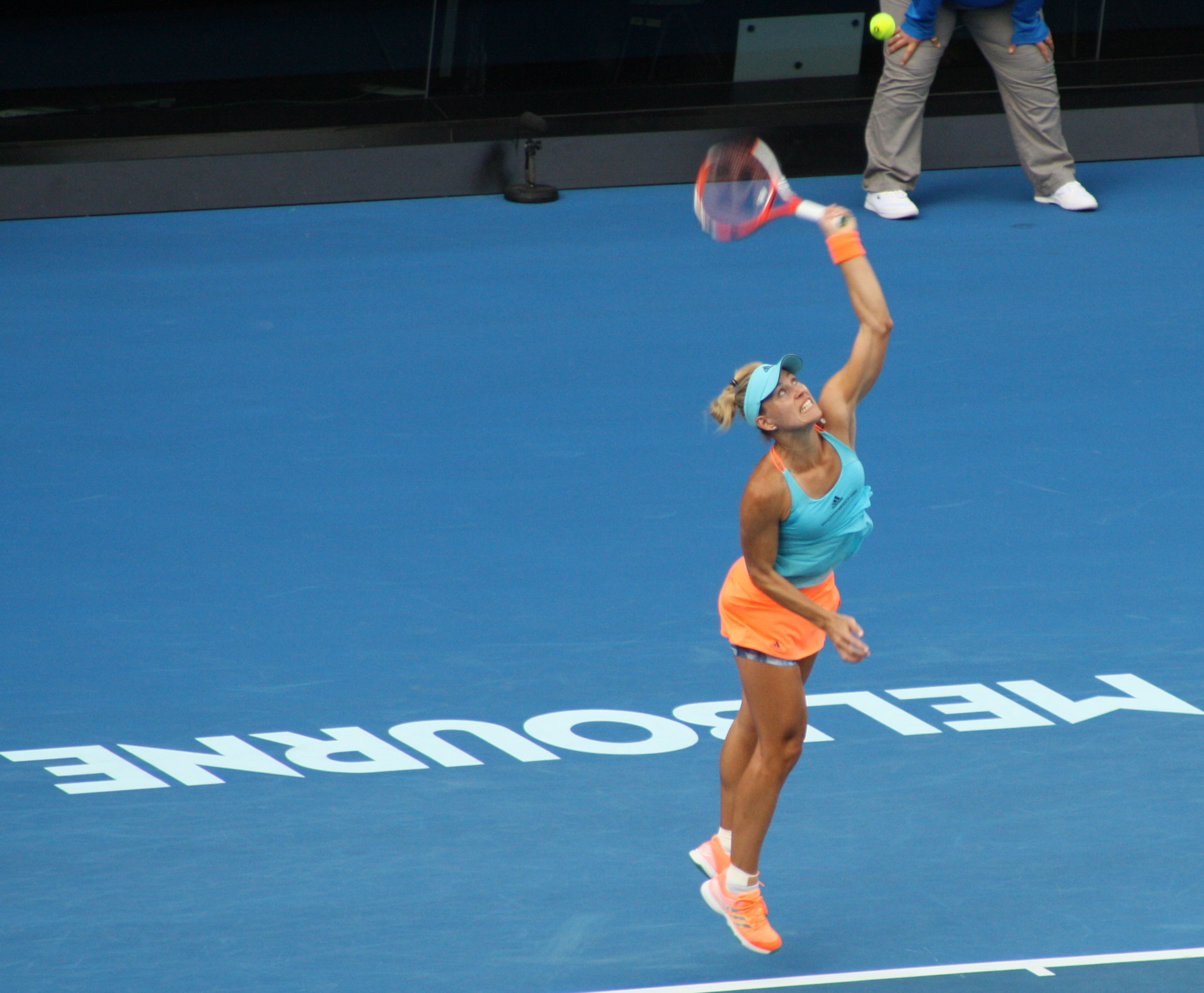
Podání na Australian Open, kde poprvé na grandslamu hrála v roli světové jedničky

Sezónu zahájila australským podnikem Brisbane International, kam přijela jako turnajová jednička. Po volném losu porazila ve 2. kole Australanku startující na divokou kartu Ashleigh Bartyovou po třísetovém průběhu, aby ve čtvrtfinále podlehla Ukrajince Elině Svitolinové opět ve třech sadách. Ještě dříve skončila v Sydney, kde ji po volném losu ve druhém kole vyřadila 19letá ruská tenistka Darja Kasatkinová. Do prvního grandslamu sezóny Australian Open vstoupila jako obhájkyně titulu a poprvé na grandslamu plnila roli nejvýše nasazené. Na úvod potřebovala tři sety k výhře nad Lesjou Curenkovou z Ukrajiny. Stejný počet sad odehrála i ve druhé fázi s krajankou Carinou Witthöftovou a následně hladce vyřadila Češku Kristýnu Plíškovou. V osmifinále pak podlehla nenasazené Američance Coco Vandewegheové, když tak ve třetím vzájemném utkání poprvé neuspěla. Bodová ztráta a turnajové prvenství Sereny Williamsové způsobily, že se do čela světové klasifikace místo Němky 30. ledna vrátila Američanka.
Prohru v prvním kole zaznamenala na únorovém Qatar Total Open, když opět nestačila na Kasatkinovou. Na následujícím Dubai Tennis Championships se mohla případným vítězstvím opět vrátit na tenisový trůn. Po třech dvousetových výhrách nad Monou Barthelovou, Mónicou Puigovou a Anou Konjuhovou podruhé v sezóně prohrála s pozdější vítězkou turnaje Svitolinovou.
Pokles formy pokračoval i na amerických betonech. Přestože na BNP Paribas Open v Indian Wells prohrála již ve čtvrtém kole s Ruskou Jelenou Vesninovou, vrátila se po turnaji díky absenci Sereny Williamsové na první místo tenisového klasifikace. Na Miami Open v Key Biscayne na její raketě skončily tři nenasazené tenistky, než byla ve čtvrtfinále vyřazena americkou veteránkou Venus Williamsovou. Na jediné finále v sezóně dosáhla na mexickém Monterrey Open z kategorie International. V repríze tamějšího finále z roku 2013 byla poražena Anastasijí Pavljučenkovovou.

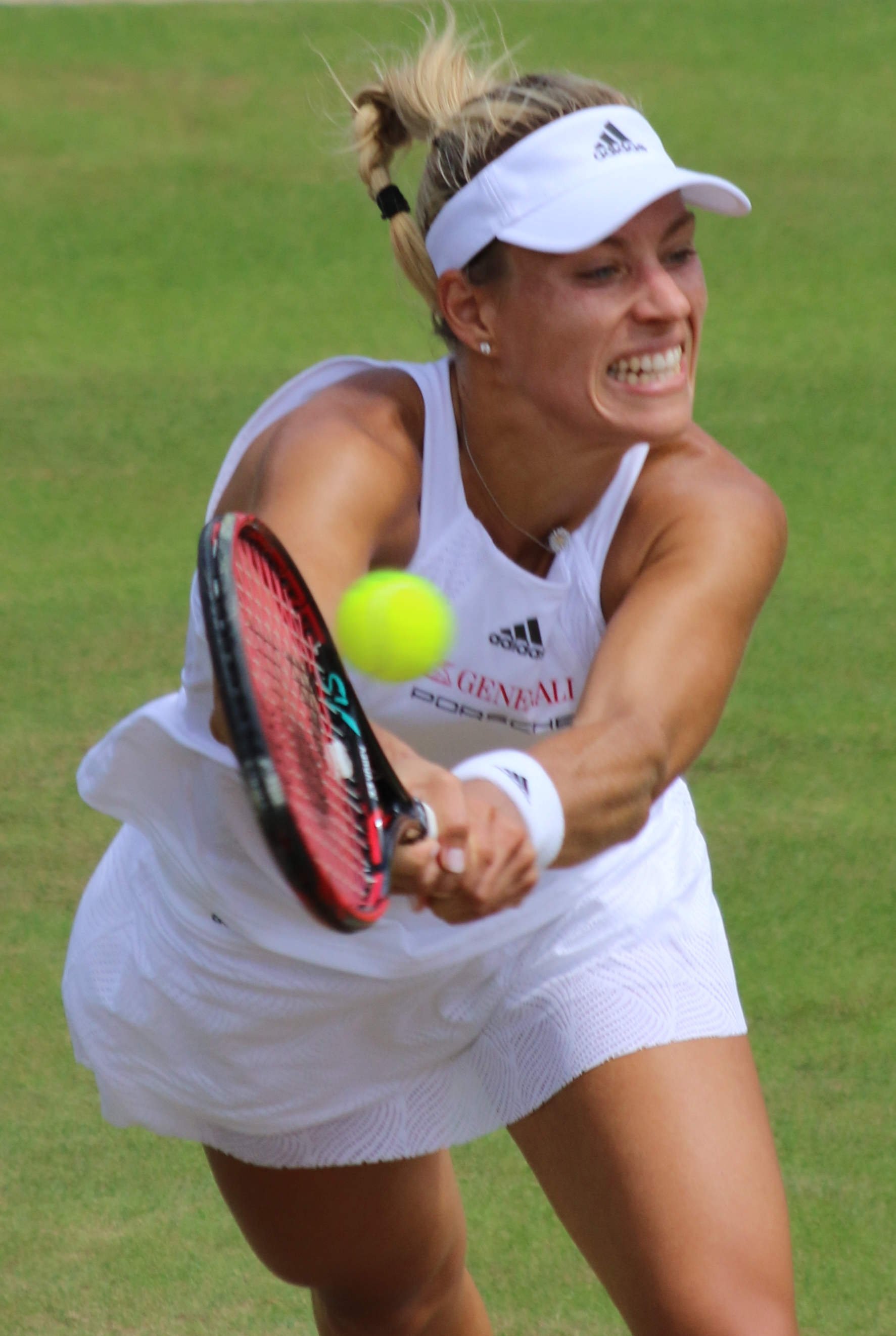
Ve Wimbledonu 2017 podlehla v osmifinále Muguruzaové a po turnaji opustila čelo žebříčku WTA

Vinou změny termínů turnajů ztratila opět před začátkem antukové části sezóny tenisový trůn. Do čela se mohla vrátit po týdenní přestávce, pokud by na stuttgartském Porsche Tennis Grand Prix došla alespoň do semifinále. Jako dvojnásobná obhájkyně titulu však opustila turnaj hned ve druhém kole po prohře s Kristinou Mladenovicovou. Zápas třetí fáze proti Kanaďance Bouchardové musela za stavu 3–6 a 0–5 pro zranění stehna vzdát. Tento výsledek se současným přerušením kariéry Sereny Williamsové jí zajistily třetí období na pozici světové jedničky. Na pařížském French Open se porážkou od Jekatěriny Makarovové stala první nejvýše nasazenou hráčkou historie Roland Garros, která nepostoupila do druhého kola.
Na travnatém povrchu zaznamenala čtvrtfinálovou účast na AEGON International v Eastbourne, přestože byla v úvodním zápase proti Češce Kristýně Plíškové dva míče od vyřazení. Po dvousetových výhrách v prvních dvou kolech dokázala otočit průběh ze stavu 4–6, 2–4 a brejkbolu proti Američance Shelby Rogersové. Vyřazena byla v osmifinále po třísetové bitvě s pozdější vítězkou Garbiñe Muguruzaovou. Bodová ztráta ji definitivně připravila o pozici světové jedničky, kterou se po turnaji stala Česka Karolína Plíšková.
Z pozice třetí nasazená vypadla ve třetím kole kanadského Rogers Cupu až s 934. hráčkou žebříčku, a po zranění vracející se Sloane Stephensovou. Další porážku v první fázi utrpěla na Western & Southern Open v Cincinnati, přestože měla na Rusku Makarovovou mečbol v tiebreaku rozhodující sady, který nakonec ztratila poměrem 11–13. Na zářijovém US Open prohrála překvapivě již v prvním kole s Naomi Ósakaovou. Poprvé od roku 2005 a teprve podruhé v historii newyorského grandslamu tak obhájkyně triumfu vypadla již v úvodním utkání. Němka v důsledku porážky opustila po turnaji první desítku pořadí tenistek.
Mírný nárůst formy zaznamenala na podzimních turnajích v Asii. Na Toray Pan Pacific Open oplatila porážky Ósakové a Kasatkinové, aby ve čtvrtfinále získala jedinou výhru nad hráčkou z elitní desítky, když ve dvou setech vyřadila Karolínu Plíškovou. V semifinále ji však zastavila Anastasija Pavljučenkovová. Následující Wuhan Open ve Wu-chanu pro ni skončil v úvodu a na pekingském China Open dohrála ve druhém kole. Sezónu zakončila dvěma prohrami v základní skupině závěrečného WTA Elite Trophy v Ču-chaji, které ji v konečné klasifikaci sezóny stály místo mezi prvními dvaceti tenistkami, mezi něž patřila nepřetržitě od února 2012. Sezónu zakončila na 21. místě.

### 2018: Wimbledonská vítězka a opět světová dvojka

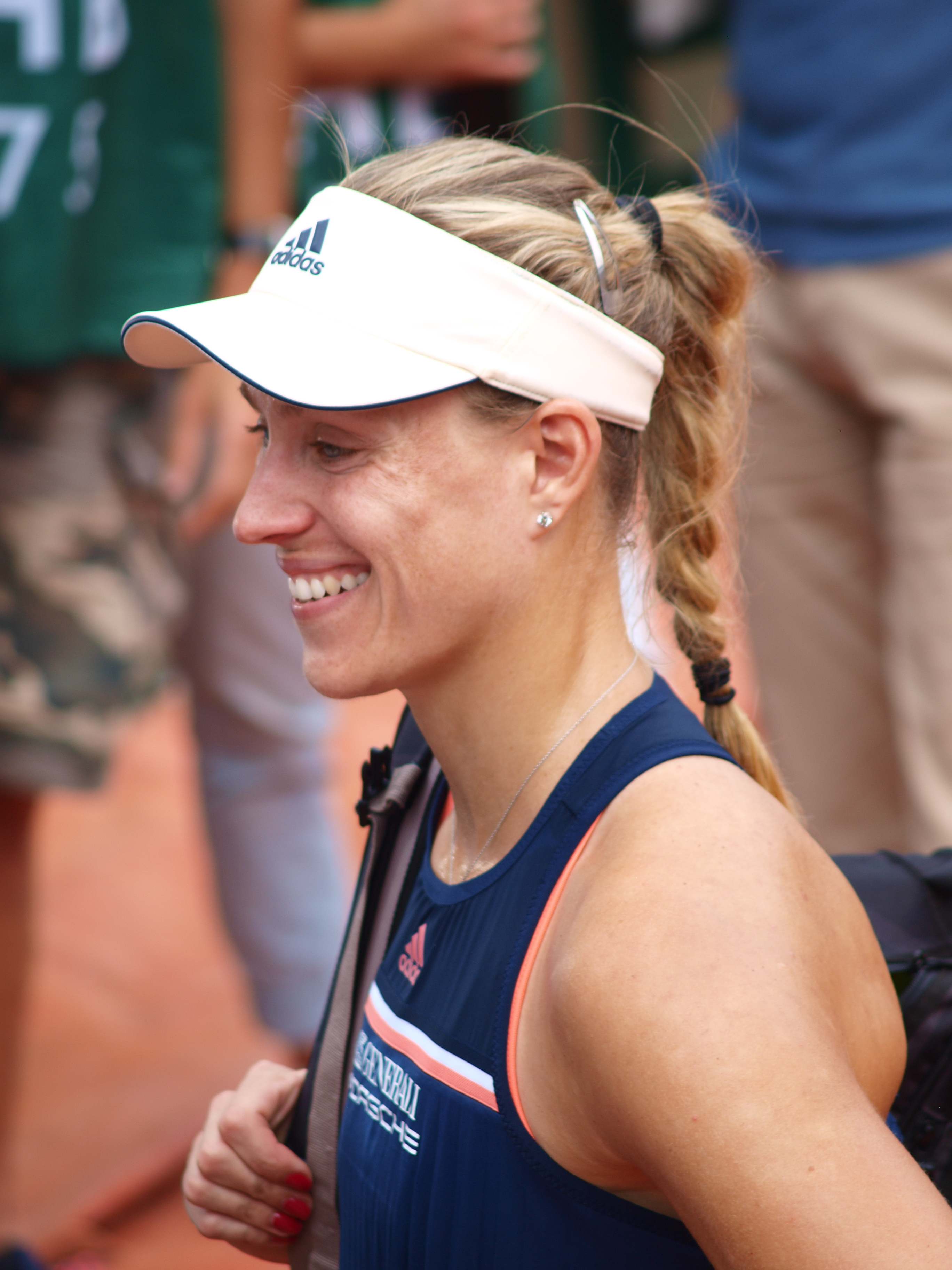
Na French Open vyrovnala po šesti letech své kariérní maximum čtvrtfinálovou účastí

Sezónu rozehrála na Hopman Cupu, kde byl jejím spoluhráčem v německém týmu Alexander Zverev. Ve třech dvouhrách základní skupiny zůstala neporažena a dopomohla k postupu Němců do finále proti Švýcarsku. V něm zdolala Belindu Bencicovou, ale z rozhodujícího mixu proti Bencicové s Federerem odešla německá dvojice poražena. První individuální turnaj odehrála na Sydney International, kde na úvod odvrátila dva mečboly Češky Lucie Šafářové. Následně vyřadila Venus Williamsovou, Dominiku Cibulkovou i Italku Camilu Giorgiovou, což znamenalo postup do finále. V něm zdolala Australanku Ashleigh Bartyovou po dvousetovém průběhu a poměr vzájemných utkání navýšila na 2–1. Jedenáctý singlový titul na okruhu WTA Tour pro ni znamenal první trofej po šestnáctiměsíčním čekání od US Open 2016.
Do Australian Open vstoupila dvousetovými výhrami nad Annou-Lenou Friedsamovou a Donnou Vekićovou. Ve třetí fázi za 64 minut hladce vyřadila 48. hráčku žebříčku Marii Šarapovovou, když jí pětkrát prolomila servis. V pavouku tak zůstala jedinou tenistkou, která během kariéry byla světovou jedničkou a vyhrála grandslam. Po vyřazení Tchajwanky Sie Šu-wej prošla do čtvrtfinále, v němž zaznamenala čtrnáctý vítězný zápas na túře WTA v řadě, když za necelou hodinu hladce porazila americkou turnajovou sedmnáctku Madison Keysovou. Semifinálovou bitvu se Simonou Halepovou zahájila nepřesnou hrou, když v prvních pěti gamech získala jen pět z dvaceti pěti výměn. Z poměru her 0–5 dokázala výsledek úvodní sady trvající 25 minut zkorigovat na 3–6. Rumunská světová jednička pokračovala v aktivním přístupu a Němka jí nabídla za stavu 1–3 a 30:40 brejk na odskočení o dvě podání. Po jeho nevyužití pak Kerberová zachránila i další dvě brejkové příležitosti soupeřky při dalším servisu a zlepšeným výkonem otočila průběh setu šňůrou tří gamů, která vedla ke srovnání. V rozhodujícím dějství se Halepová ocitla dvakrát na prahu vyřazení a opuštění čela žebříčku, když odvracela dva mečboly z poměru 5–6 a 15:40. Přesto to byla ona, kdo prolomil podání Němky a postoupil do finále po výhře 9–7. Bodový zisk jí zajistil návrat do první světové desítky, kde figurovala na 9. příčce.

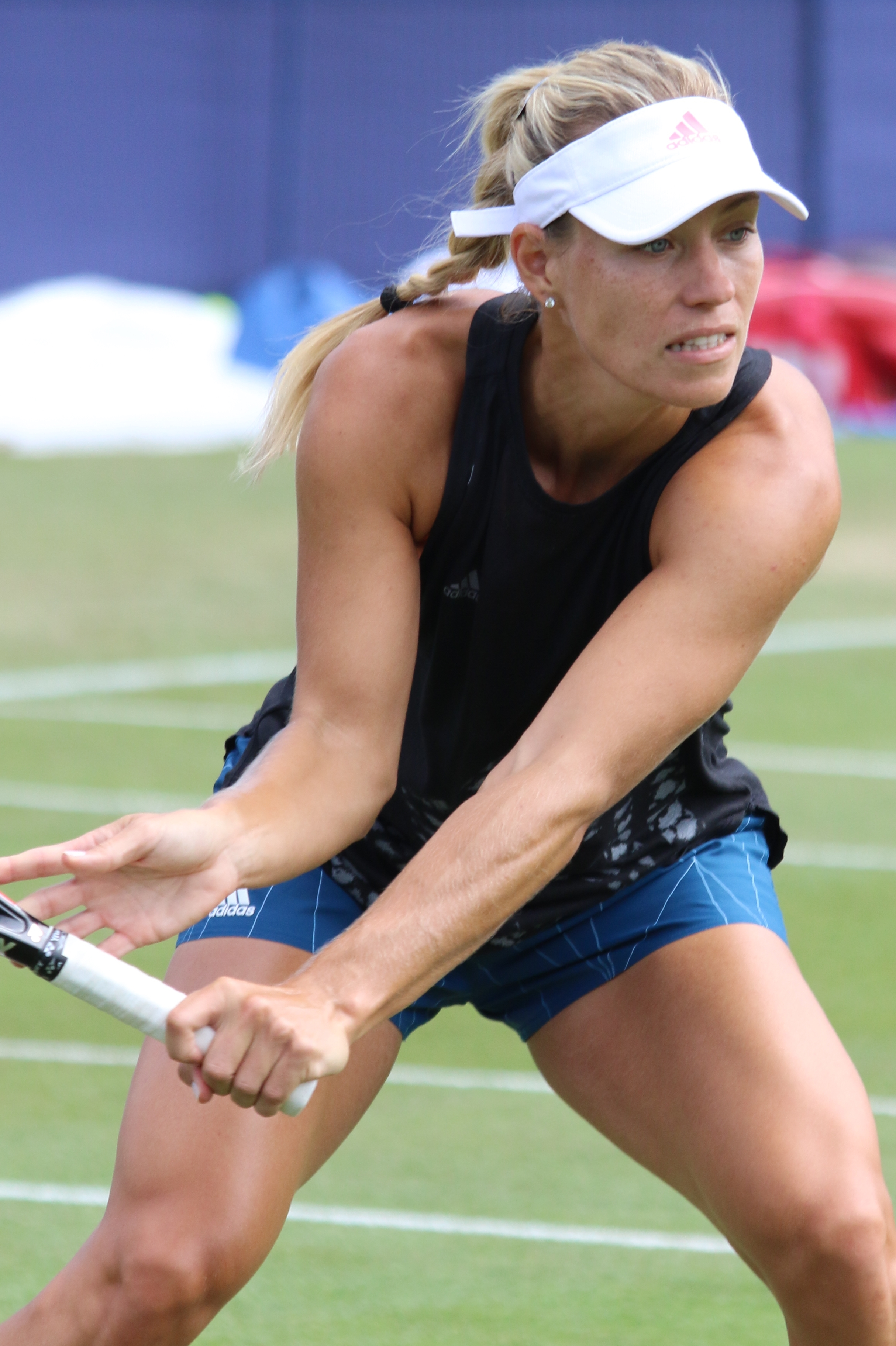
Na Eastbourne International si zahrála semifinále

Na únorovém Qatar Total Open v Dauhá postoupila přes Samanthu Stosurovou a Johanna Kontaovou do čtvrtfinále, z něhož odešla poražena od nové světové jedničky Caroline Wozniacké ve třech setech. Poté zavítala na Dubai Tennis Championships, kde si poradila s Barborou Strýcovou i kvalifikantkou Sarou Erraniovou. Mezi poslední osmičkou zdolala třetí nasazenou Karolínu Plíškovou, ovšem v semifinále nenašla recept na ukrajinskou turnajovou jedničku Elinu Svitolinovou. Od China Open 2016 tak Ukrajince podlehla popáté za sebou.
Březnový BNP Paribas Open v Indian Wells otevřela vítězstvími nad deblovými spoluhráčkami Jekatěrinou Makarovovou a obhájkyní trofeje Jelenou Vesninovou. Následně zvládla duel se světovou sedmičkou Caroline Garciaovou, než ji stopku ve čtvrtfinále vystavila Darja Kasatkinová, když uhrála jen dva gamy. Do čtvrtfinálové fáze prošla i na Miami Open po výhrách nad Johannou Larssonovou, Anastasijí Pavljučenkovovou a Wang Ja-fan. V něm však podlehla pozdější americké šampionce Sloane Stephensové.
Ve stuttgartské Porsche-Arena plnila roli německé týmové dvojky v semifinále Fed Cupu proti České republice. Na antuce prohrála obě dvouhry, sobotní s Karolínou Plíškovou i nedělní proti Petře Kvitové a Češky postoupily do finále. Na navazujícím Porsche Tennis Grand Prix oplatila Kvitové na stejném dvorci čtyři dny starou porážku a vítězstvím srovnala poměr vzájemných duelů na 6–6. ve druhém kole s Anett Kontaveitovou však zápas skrečovala a přišla také o antukový Madrid Open. Na dvorce se vrátila jako jedenáctá nasazená římským Internazionali BNL d'Italia, kde na její raketě dohrály Zarina Dijasová, Irina-Camelia Beguová a Maria Sakkariová, než ji opět ve čtvrtfinále zastavila Svitolinová. V roli turnajové dvanáctky vítězně rozehrála French Open proti krajance Moně Barthelové. Také druhý duel s Anou Bogdanovou i třetí proti osmnácté nasazené Kiki Bertensové zvládla. V osmifinále podruhé v sezóně přešla přes turnajovou sedmičku Caroline Garciaovou a po šesti letech postoupila do čtvrtfinále. V něm ji zastavila pozdější šampionka Simona Halepová ve třech setech.

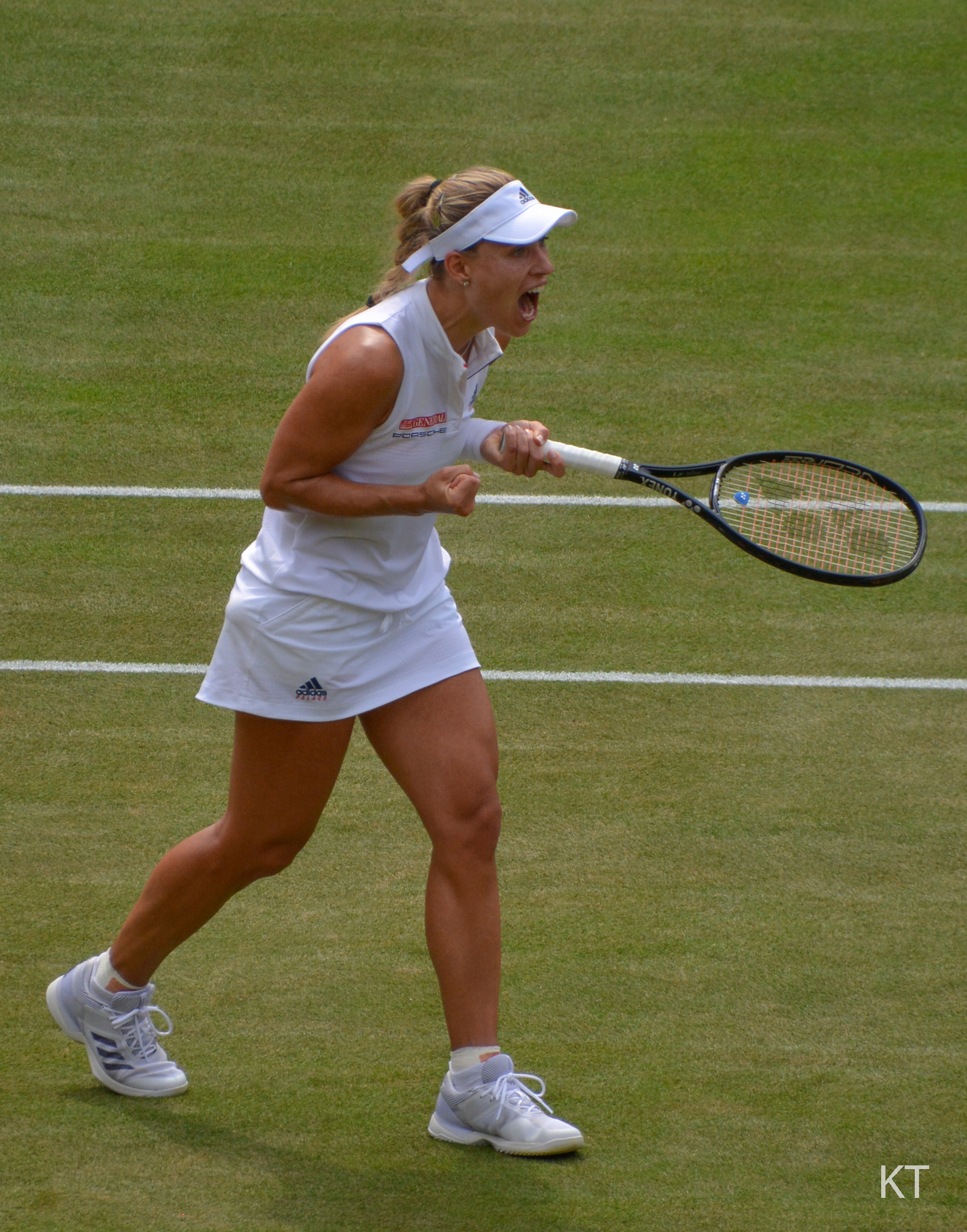
Z Wimbledonu si odvezla třetí kariérní grandslam

Travnatou sezónu rozehrála jako druhá nasazená na Mallorca Open, kde na úvod skončila na raketě Američanky Alison Riskeové. Na eastbourneském Nature Valley International se přes Cibulkovou, Danielle Collinsovou a Darju Kasatkinovou probojovala do semifinále, v němž ji vyřadila Caroline Wozniacká. Třetí grandslamovou trofej v kariéře si pak odvezla z Wimbledonu. Cestou do finále postupně vyřadila bývalou finalistku turnaje Věru Zvonarevovou, úřadující vítězku juniorky Claire Liuovou a osmnáctou nasazenou Naomi Ósakaovou, Švýcarku Belindu Bencicovou. Vzhledem rekordnímu počtu již vyřazených nasazených zůstala ve čtvrtfinále, jako turnajová jedenáctka, nejvýše nasazenou tenistkou v soutěži. Vítězstvími nad Kasatkinovou a Lotyškou Jeļenou Ostapenkovou došlo k repríze finále z roku 2016, když se proti ní postavila sedminásobná wimbledonská šampionka Serena Williamsová. 36leté Američance vzhledem k dlouhodobé absenci pro mateřské povinnosti patřila až 181. příčka žebříčku, ovšem organizátory byla nasazena jako pětadvacítka. 30letá Kerberová triumfovala po dvousetovém průběhu a stala se první německou šampionkou Wimbledonu od Steffi Grafové v roce 1996. Bodový zisk ji zároveň posunul o šest míst výše, zpět do elitní světové pětky, na 4. místo.
Na letních amerických betonech i asijské podzimní túře zaznamenala pokles formy, když po volném losu kanadského Rogers Cupu nestačila na Alizé Cornetovou. Následně skončila ve třetích kolech čtyř turnajů, a to na amerických Western & Southern Open a US Open, respektive čínských Wuhan Open a China Open. V prvním případě nenašla recept na Madison Keysovou, ve druhém na Dominiku Cibulkovou, na wuchanské akci ji lednovou porážku oplatila Ashleigh Bartyová a v Pekingu soutěž opustila po prohře s Čang Šuaj.
Jako druhá v pořadí se 10. září 2018 kvalifikovala na Turnaj mistryň. Po odstoupení Halepové na singapurském WTA Finals plnila jako světová dvojka roli nejvýše nasazené hráčky. Turnaj se odehrál ve druhé polovině října. V bílé základní skupině porazila Naomi Ósakaovou. Ovšem porážky od Sloane Stephensové a Kiki Bertensové znamenaly konečné třetí, první nepostupové místo. Sezóna přesto ukončila na 2. místě.

### 2019

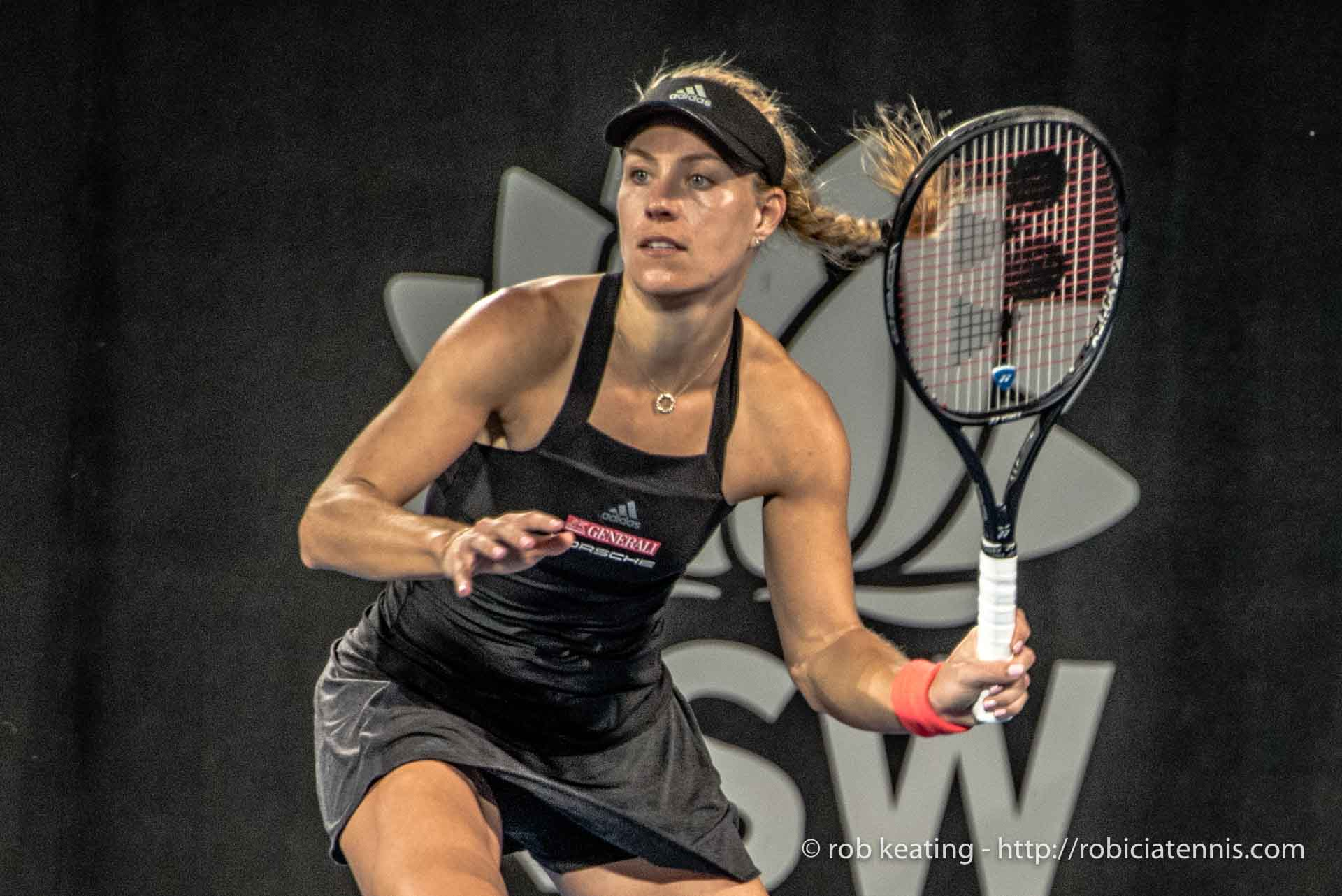
Forhend na Sydney International 2019

Podruhé za sebou začínala sezónu na exhibičním Hopman Cupu a stejně jako předcházející rok prohráli s Alexandrem Zverevem finálový zápas proti Federerovi a Bencicové, přestože sama za celý turnaj neprohrála singlové utkání a v rozhodující smíšené čtyřhře měli na švýcarské duo dva mečboly. V roli obhájkyně titulu postoupila na Sydney International do čtvrtfinále, kde v nočním zápase přerušovaném deštěm nestačila na pozdější vítězku Petru Kvitovou. Do úvodního grandslamu sezóny vstupovala jako druhá nasazená a s šancí vrátit se na pozici světové jedničky. Výhra zápasu třetího kola proti domácí Birrellovou představovala její stou výhru na turnajích velké čtyřky. Mezi šestnáctkou nejlepší ji však překvapivě vyřadila Danielle Collinsová, proti které uhrála pouze dvě hry.
Na vůbec první finále v kategorii Premier Mandatory dosáhla na BNP Paribas Open, ve kterém však prohrála s 18letou kometou sezóny Biancou Andreescuovou. Na stejnou protihráčku nestačila i ve třetím kole navazujícího Miami Open.
Druhou finálovou účast v sezónu zaznamenala v Eastbourne, když na tomto turnaji postoupila do boje o titul již potřetí v kariéře. Cestou do finále neztratila ani set, včetně výhry nad světovou sedmičkou Halepovou. V závěrečném duelu byla nad její síly světová trojka Karolína Plíšková. Ve Wimbledonu skončila překvapivě jako obhájkyně titulu již ve druhém kole, v němž ji vyřadila 95. hráčka žebříčku Američanka Lauren Davisová, šťastná poražená z kvalifikace. Po skončení turnaje tak opustila první světovou desítku.
Na US Open skončila již v prvním kole, když nad její síly byla Francouzka Kristina Mladenovicová.

### 2020: Pandemie covidu-19 a pouze šest odehraných turnajů
Na australských generálkách v Brisbane a Adelaide dohrála ve první, resp. druhém kole. Lépe si vedla na Australian Open, kde výhrou ve druhém kole poprvé od září předcházejícího roku vyhrála dva zápasy  po sobě. V osmifinále nestačila na Rusku Anastasiji Pavljučenkovovou po více než dvouapůlhodinovém utkání. Pro začínající pandemii onemocnění covid-19 byl jen několik dní před začátkem zrušen březnový turnaj Indian Wells Masters. Krátce poté byla celá WTA Tour 2020 přerušena, zrušeny nebo odloženy byly všechny antukové a travnaté turnaje, včetně finále Fed Cupu, Wimbledonu nebo letní olympiády. Po tuto dobu byl i „zmražen“ žebříček WTA, na kterém Kerberová k 9. březnu figurovala na 21. místě. Jejím prvním turnajem po srpnovém obnovení sezóny stalo US Open, kde skončila v osmifinále na raketě Jennifer Bradyové. Sezónu ukončila dvě porážkami na netradiční podzimní antukové túře v Římě proti Siniakové i na French Open s teenagerkou Kajou Juvanovou. V Paříži vypadla počtvrté z posledních pěti ročníků již v úvodním kole. Sezónu ukončila na 25. místě hodnocení, nejníže od průlomového roku 2011.

### 2021: První titul po třech letech a návrat do Top 10
Jako čtvrtá nasazená hrála na premiérovém ročníku Bad Homburg Open. Ve čtvrtfinále otočila duel s Američankou Amandou Anisimovovou. V semifinále proti turnajové jedničce Petře Kvitové v jejich prvním vzájemném utkání na trávě prohrávala již o set a brejk a ve třetím setu podávala Češka dokonce na vítězství v zápase, nakonec však zvládla lépe rozhodující zkrácenou hru posledního setu a po dvou letech postoupila do souboje o titul. V něm na ni další Češka Kateřina Siniaková uhrála pět gamů. Získala tak první turnajové vítězství od Wimbledonu 2018.

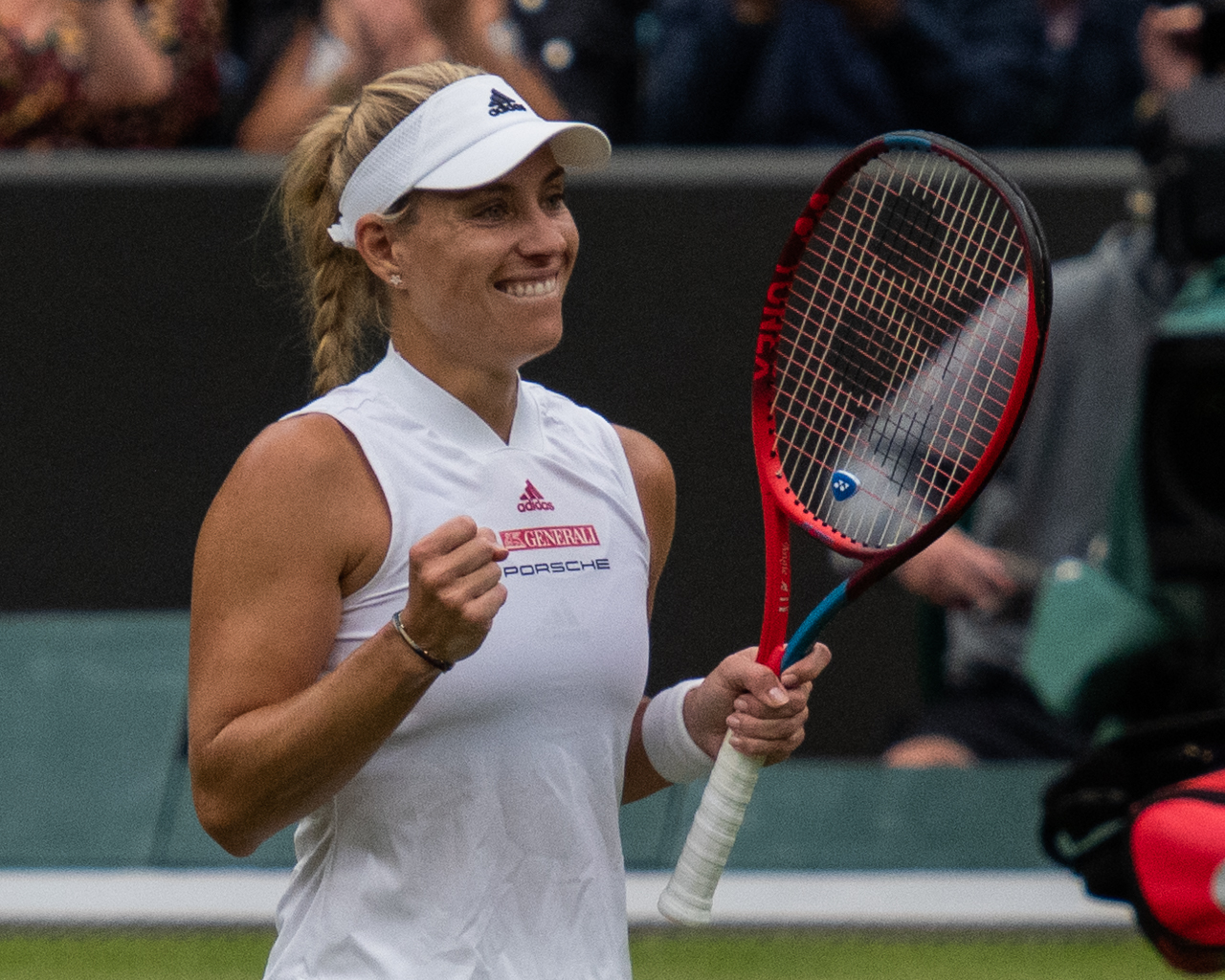
Ve Wimbledonu prošla počtvrté do semifinále

Ve Wimbledonu plnila roli dvacáté páté nasazené. Ve druhém kole zvládla tříhodinový duel se Španělskou Sarou Sorribesovou Tormovou. Ve třetí fázi, namísto předpokládaného zápasu se Serenou Williamsovou, nastoupila k souboji s přemožitelkou Američanky z prvního kola Aljaksandrou Sasnovičovou. Po ztrátě úvodního setu, již v dalších dvou dominovala a zvítězila. Ve čtvrtém kole se utkala jakožto nejstarší hráčka z poslední šestnáctky s nejmladší takovou tenistkou, když přehrála 17letou Američanku Coco Gauffovou ve dvou setech. Jenom pět her pak povolila ve čtvrtfinále Češce Karolíně Muchové a poprvé po třech letech se dostala na majoru do semifinále. V něm ji vyřadila za necelou hodinu a půl hry světová jednička Ashleigh Bartyová, čímž zároveň skončila i její série deseti výher.
Z US Open byla malém vyřazena již v prvním kole, když proti Jastremské musela zvítězit až v těsné koncovce třetího sadu. V ostře sledované souboji dvou bývalých vítězek newyorského majoru přehrála ve třetím kole Stephensovou, aby ji v osmifinále porazila nenasazená Kanaďanka, jedno z překvapeních turnaje a pozdější finalistka Leylah Fernandezová.

### 2022: První titul z venkovní červené antuky a těhotenství
Díky divoké kartě startovala na Internationaux de Strasbourg, kde plnila roli druhé nasazené. Ve finále pak po třech hodinách a šestnácti minutách zdolala nenasazenou Kaju Juvanovou, když všechny tři sety rozhodla až zkrácená hra. Připsala si tak čtrnáctý singlový titul, ale vůbec první z venkovní červené antuky. Na ní si finále zahrála naposledy na Copa BBVA Colsanitas 2010. Na French Open po čtyřech letech a teprve podruhé z posledních sedmi účastí postoupila přes první kole, byť se ocitla na hraně vyřazení, když proti Polce Magdaleně Fręchové musela odvrátit dva mečboly. Ve třetím kole pak ji zastavila Aljaksandra Sasnovičová.
Jedinou travnatou generálkou na londýnský major bylo Bad Homburg Open, kde jako obhájkyně triumfu vypadla ve čtvrtfinále na raketě Alizé Cornetové. Z Wimbledonu byla vyřazena ve třetím kole od deblové světové jedničky Elise Mertensové.
Z přípravných turnajů na tvrdém povrchu v Severní Americe se odhlásila. Bodová ztráta měla za následek, že po Western & Southern Open 2022, kde obhajovala semifinálovou účast, opustila první světovou padesátku hodnocení, ve které byla klasifikována nepřetržitě od září 2011. 24. srpna oznámila na sociálních sítích, že je těhotná. Zároveň však zmínila, že by se po porodu ráda vrátila na tenisové dvorce. Absence na US Open znamenala, že na turnajích Velké čtyřky chyběla poprvé od Wimbledonu 2009 po 51 účastech v řadě.

### 2024: Návrat na okruh a konec kariéry
Na profesionální okruh se vrátila na přelomu prosince 2023 a ledna 2024 jako členka německého týmu na United Cupu. V prvních utkáních od července 2022 podlehla Italce Jasmine Paoliniové a Francouzce Caroline Garciaové z první světové třicítky, resp. dvacítky, ovšem i díky uhranému setu proti Garciaové a jedné vítězné smíšené čtyřhře po boku Alexandera Zvereva postoupilo Německo do vyřazovací fáze, když o jeho postupu rozhodl lepší poměr vyhraných her oproti Chorvatsku. I přes její prohru s osmou hráčkou světa Marií Sakkariovou porazili Řecko. V semifinále zaznamenala první výhru od návratu, když proti Australance Ajle Tomljanovićové odvrátila mečboly a zvítězila ve zkrácené hře třetí sady. Po odvrácení mečbolů v průběhu smíšené čtyřhry Německo postoupilo do boje o titul. V něm přehráli favorizované Polsko a to i přes prohru Kerberové se světovou jedničkou Igou Świątekovou a následně dva polské mečboly v mužské dvouhře. Pro Kerberovou to bylo první vítězství v týmových soutěžích, když předtím odešla poražena z finále Fed Cupu 2014 a Hopman Cupu 2018 a 2019.
V prvních kolech skončila na grandslamovém Australian Open, kde podlehla Danielle Collinsové ve třech setech, i na lineckém Upper Austria Ladies Linz, kde ji vyřadila Lucia Bronzettiová. První série výher se dočkala až v Indian Wells, kde přehrála na úvod Martićovou. Ve druhém kole zaskočila desátou hráčku světa Jeļenu Ostapenkovou a připsala si tak první výhru nad takto vysoko postavenou tenistkou od podzimu 2021. Následně přehrála sedmnáctou nasazenou Veroniku Kuděrmetovovou, než v osmifinále nestačila v souboji dvou vracejících se tenisteek po mateřské pauze na Dánku Caroline Wozniackou. Jednalo se o jejich šestnáctý vzájemný souboj a výhrou Wozniacká srovnala vzájemnou bilanci na 8:8. V následném vydání žebříčku poskočila o více než 250 míst do čtvrté světové stovky.
25. července, den před zahájením pařížské olympiády, oznámila, že po skončení olympijského turnaje ukončí kariéru. Nastoupila do dvou soutěží. Ve čtyřhře po boku Laury Siegemundové skončily hned v prvním kole. V singlu singlu zahájila turnaj výhrou v ostře sledovaném zápase dvou bývalých světových jedniček, které se v průběhu sezóny vrátily po mateřství, když přehrála Japonku Naomi Ósakaovou. Na její raketě dohrály dále Rumunka Jaqueline Cristianová a šestnáctá nasazená Kanaďanka Leylah Fernandezová. Ve 36 letech se stala nejstarší čtvrtfinalistkou olympijského turnaje od roku 1988 a třetí účastí v této fázi soutěže vyrovnala tři čtvrtfinále Arantxy Sánchezové Vicariové, a jako první to dokázala na třech různých površích. V boji o semifinále její kariéru ukončila po 3 hodinách a 12 minutách v tiebreaku třetí sady pozdější šampionka Čeng Čchin-wen, přestože v rozhodující sadě vedla Němka 4–1 na gamy.

## Soukromý život
Rodiče Sławomir a Beata Kerberovi pocházejí z Polska a tenistka kromě němčiny hovoří také polsky a anglicky. Má sestru Jessicu a matka je její manažerkou. Žije v polské obci Puszczykowo. Preferovaným povrchem je podle jejího vyjádření tvrdý podklad. Když vyrůstala, byla jejím idolem krajanka Steffi Grafová.
Před rozehráním US Open oznámila 24. srpna 2022 přerušení kariéry pro těhotenství. V únoru 2023 se jí narodila dcera Liana, jejímž otcem se stal Franco Bianco, manažer sportovního parku s halou a dvorci v lázeňském městě Königstein im Taunus.

## Finále na Grand Slamu

### Ženská dvouhra: 4 (3–1)
| Stav       | rok  | turnaj          | povrch | soupeřka ve finále | výsledek      |
| ---------- | ---- | --------------- | ------ | ------------------ | ------------- |
| Vítězka    | 2016 | Australian Open | tvrdý  | Serena Williamsová | 6–4, 3–6, 6–4 |
| Finalistka | 2016 | Wimbledon       | tráva  | Serena Williamsová | 5–7, 3–6      |
| Vítězka    | 2016 | US Open         | tvrdý  | Karolína Plíšková  | 6–3, 4–6, 6–4 |
| Vítězka    | 2018 | Wimbledon       | tráva  | Serena Williamsová | 6–3, 6–3      |

## Finále Turnaje mistryň

### Dvouhra: 1 (0–1)
| Stav       | rok  | místo konání | povrch    | soupeřka ve finále | výsledek |
| ---------- | ---- | ------------ | --------- | ------------------ | -------- |
| Finalistka | 2016 | Singapur     | tvrdý (h) | Dominika Cibulková | 3–6, 4–6 |

## Finále na okruhu WTA Tour
| Legenda                                          |
| ------------------------------------------------ |
| D – dvouhra; Č – čtyřhra                         |
| Grand Slam (3–1 D)                               |
| Olympijské hry (0–1 D)                           |
| Turnaj mistryň (0–1 D)                           |
| Premier Mandatory & Premier 5 / WTA 1000 (0–5 D) |
| Premier / WTA 500 (7–6 D; 0–1 Č)                 |
| International / WTA 250 (4–4 D; 0–1 Č)           |

### Dvouhra: 32 (14–18)
| Stav       | č.  | datum             | turnaj                                | kategorie         | povrch     | soupeřka ve finále         | výsledek                     |
| ---------- | --- | ----------------- | ------------------------------------- | ----------------- | ---------- | -------------------------- | ---------------------------- |
| Finalistka | 1.  | 21. února 2010    | Bogotá, Kolumbie                      | International     | antuka     | Mariana Duque-Mariñová     | 4–6, 3–6                     |
| Vítězka    | 1.  | 12. února 2012    | Paříž, Francie                        | Premier           | tvrdý (h)  | Marion Bartoliová          | 7–6(7–3), 5–7, 6–3           |
| Vítězka    | 2.  | 15. dubna 2012    | Kodaň, Dánsko                         | International     | tvrdý (h)  | Caroline Wozniacká         | 6–4, 6–4                     |
| Finalistka | 2.  | 23. června 2012   | Eastbourne, Spojené království        | Premier           | tráva      | Tamira Paszeková           | 7–5, 3–6, 5–7                |
| Finalistka | 3.  | 19. srpna 2012    | Cincinnati, Spojené státy             | Premier 5         | tvrdý      | Li Na                      | 6–1, 3–6, 1–6                |
| Finalistka | 4.  | 8. dubna 2013     | Monterrey, Mexiko                     | International     | tvrdý      | Anastasija Pavljučenkovová | 6–4, 2–6, 4–6                |
| Finalistka | 5.  | 28. září 2013     | Tokio, Japonsko                       | Premier 5         | tvrdý      | Petra Kvitová              | 2–6, 6–0, 3–6                |
| Vítězka    | 3.  | 13. října 2013    | Linec, Rakousko                       | International     | tvrdý (h)  | Ana Ivanovićová            | 6–4, 7–6(8–6)                |
| Finalistka | 6.  | 10. ledna 2014    | Sydney, Austrálie                     | Premier           | tvrdý      | Cvetana Pironkovová        | 4–6, 4–6                     |
| Finalistka | 7.  | 16. února 2014    | Dauhá, Katar                          | Premier 5         | tvrdý      | Simona Halepová            | 2–6, 3–6                     |
| Finalistka | 8.  | 21. června 2014   | Eastbourne, Spojené království        | Premier           | tráva      | Madison Keysová            | 3–6, 6–3, 5–7                |
| Finalistka | 9.  | 3. srpna 2014     | Stanford, Spojené státy               | Premier           | tvrdý      | Serena Williamsová         | 6–7(1–7), 3–6                |
| Vítězka    | 4.  | 12. dubna 2015    | Charleston, Spojené státy             | Premier           | antuka (z) | Madison Keysová            | 6–2, 4–6, 7–5                |
| Vítězka    | 5.  | 26. dubna 2015    | Stuttgart, Německo                    | Premier           | antuka (h) | Caroline Wozniacká         | 3–6, 6–1, 7–5                |
| Vítězka    | 6.  | 21. června 2015   | Birmingham, Spojené království        | Premier           | tráva      | Karolína Plíšková          | 6–7(5–7), 6–3, 7–6(7–4)      |
| Vítězka    | 7.  | 9. srpna 2015     | Stanford, Spojené státy               | Premier           | tvrdý      | Karolína Plíšková          | 6–3, 5–7, 6–4                |
| Finalistka | 10. | 18. října 2015    | Hongkong, Čína                        | International     | tvrdý      | Jelena Jankovićová         | 6–3, 6–7(4–7), 1–6           |
| Finalistka | 11. | 9. ledna 2016     | Brisbane, Austrálie                   | Premier           | tvrdý      | Viktoria Azarenková        | 3–6, 1–6                     |
| Vítězka    | 8.  | 30. ledna 2016    | Australian Open, Melbourne, Austrálie | Grand Slam        | tvrdý      | Serena Williamsová         | 6–4, 3–6, 6–4                |
| Vítězka    | 9.  | 24. dubna 2016    | Stuttgart, Německo (2)                | Premier           | antuka (h) | Laura Siegemundová         | 6–4, 6–0                     |
| Finalistka | 12. | 9. července 2016  | Wimbledon, Londýn, Spojené království | Grand Slam        | tráva      | Serena Williamsová         | 5–7, 3–6                     |
| Finalistka | 13. | 13. srpna 2016    | Rio de Janeiro – LOH, Brazílie        | Olympijské hry    | tvrdý      | Mónica Puigová             | 4–6, 6–4, 1–6                |
| Finalistka | 14. | 21. srpna 2016    | Cincinnati, Spojené státy             | Premier 5         | tvrdý      | Karolína Plíšková          | 3–6, 1–6                     |
| Vítězka    | 10. | 10. září 2016     | US Open, New York, Spojené státy      | Grand Slam        | tvrdý      | Karolína Plíšková          | 6–3, 4–6, 6–4                |
| Finalistka | 15. | 30. října 2016    | Turnaj mistryň, Singapur              | Turnaj mistryň    | tvrdý (h)  | Dominika Cibulková         | 3–6, 4–6                     |
| Finalistka | 16. | 9. dubna 2017     | Monterrey, Mexiko                     | International     | tvrdý      | Anastasija Pavljučenkovová | 4–6, 6–2, 1–6                |
| Vítězka    | 11. | 13. ledna 2018    | Sydney, Austrálie                     | Premier           | tvrdý      | Ashleigh Bartyová          | 6–4, 6–4                     |
| Vítězka    | 12. | 14. července 2018 | Wimbledon, Londýn, Spojené království | Grand Slam        | tráva      | Serena Williamsová         | 6–3, 6–3                     |
| Finalistka | 17. | 17. března 2019   | Indian Wells, Spojené státy           | Premier Mandatory | tvrdý      | Bianca Andreescuová        | 4–6, 6–3, 4–6                |
| Finalistka | 18. | 29. června 2019   | Eastbourne, Spojené království        | Premier           | tráva      | Karolína Plíšková          | 1–6, 4–6                     |
| Vítězka    | 13. | 26. června 2021   | Bad Homburg, Německo                  | WTA 250           | tráva      | Kateřina Siniaková         | 6–3, 6–2                     |
| Vítězka    | 14. | 21. května 2022   | Štrasburk, Francie                    | WTA 250           | antuka     | Kaja Juvanová              | 7–6(7–5), 6–7(0–7), 7–6(7–5) |

### Čtyřhra: 2 (0–2)
| Stav       | č. | datum           | turnaj                       | kategorie | povrch | spoluhráčka        | soupeřky ve finále                       | výsledek |
| ---------- | -- | --------------- | ---------------------------- | --------- | ------ | ------------------ | ---------------------------------------- | -------- |
| Finalistka | 1. | 20. června 2008 | 's-Hertogenbosch, Nizozemsko | Tier III  | tráva  | Līga Dekmeijereová | Marina Erakovicová Michaëlla Krajiceková | 3–6, 2–6 |
| Finalistka | 2. | 9. ledna 2016   | Brisbane, Austrálie          | Premier   | tvrdý  | Andrea Petkovicová | Martina Hingisová Sania Mirzaová         | 5–7, 1–6 |

## Tituly na okruhu ITF

### Dvouhra (11 titulů)
| č.  | datum             | turnaj                      | dotace   | povrch      | poražená finalistka         | výsledek           |
| --- | ----------------- | --------------------------- | -------- | ----------- | --------------------------- | ------------------ |
| 1.  | 28. listopad 2004 | Opolí, Polsko               | 25 000 $ | koberec (h) | Jelena Tatarkovová          | 6–2, 6–2           |
| 2.  | 19. únor 2006     | Saguenay, Kanada            | 25 000 $ | tvrdý (h)   | Valérie Tétreaultová        | 5–7, 7–5, 7–6(8–6) |
| 3.  | 15. říjen 2006    | Jersey, Spojené království  | 25 000 $ | tvrdý (h)   | Irena Pavlovicová           | 6–0, 6–4           |
| 4.  | 22. říjen 2006    | Glasgow, Spojené království | 25 000 $ | tvrdý (h)   | Kirsten Flipkensová         | 6–4, 6–2           |
| 5.  | 18. únor 2007     | Saguenay, Kanada            | 50 000 $ | tvrdý (h)   | Sabine Lisická              | 6–3, 6–4           |
| 6.  | 18. březen 2007   | Las Palmas, Španělsko       | 25 000 $ | tvrdý       | Petra Cetkovská             | 6–2, 1–6, 6–4      |
| 7.  | 6. květen 2007    | Antalya, Turecko            | 25 000 $ | tvrdý       | Gaelle Widmerová            | 3–6, 6–4, 6–1      |
| 8.  | 10. červen 2007   | Přerov, Česko               | 75 000 $ | antuka      | Klára Zakopalová            | 6–3, 1–6, 7–5      |
| 9.  | 21. září 2008     | Madrid, Španělsko           | 25 000 $ | tvrdý       | Estrella Cabezová Candelová | 6–1, 6–3           |
| 10. | 19. říjen 2008    | Saint Raphael, Francie      | 50 000 $ | tvrdý (h)   | Séverine Brémondová         | 6–2, 6–1           |
| 11. | 5. červenec 2009  | Pozoblanco, Španělsko       | 50 000 $ | tvrdý       | Kristína Kučová             | 6–3, 6–4           |

### Čtyřhra (3 tituly)
| č. | datum            | turnaj           | dotace    | povrch     | spoluhráčka          | poražené finalistky                 | výsledek         |
| -- | ---------------- | ---------------- | --------- | ---------- | -------------------- | ----------------------------------- | ---------------- |
| 1. | 17. únor 2007    | Saguenay, Kanada | 50 000 $  | tvrdý (h)  | Agnes Szatmariová    | Sabine Klaschková Angelika Röschová | 6–1, 6–4         |
| 2. | 7. duben 2007    | Dinan, Francie   | 50 000 $  | antuka (h) | Yvonne Meusburgerová | Stéphanie Foretzová Aurélie Védyová | 6–4, 6–7(6), 6–2 |
| 3. | 9. listopad 2008 | Krakov, Polsko   | 100 000 $ | tvrdý (h)  | Urszula Radwańská    | Olga Brózdová Sandra Zaniewská      | 6–3, 6–2         |

## Finále soutěží družstev: 4 (1–3)
| Stav       | č. | datum                | soutěž                       | povrch    | spoluhráči                                                                          | Soupeři ve finále                                                                                 | Výsledek |
| ---------- | -- | -------------------- | ---------------------------- | --------- | ----------------------------------------------------------------------------------- | ------------------------------------------------------------------------------------------------- | -------- |
| Finalistka | 1. | 8.–9. listopadu 2014 | Fed Cup Praha, Česko         | tvrdý (h) | Andrea Petkovicová Sabine Lisická Julia Görgesová                                   | Petra Kvitová Lucie Šafářová Lucie Hradecká Andrea Hlaváčková                                     | 1–3      |
| Finalistka | 2. | 6. ledna 2018        | Hopman Cup Perth, Austrálie  | tvrdý (h) | Alexander Zverev                                                                    | Belinda Bencicová Roger Federer                                                                   | 1–2      |
| Finalistka | 3. | 5. ledna 2019        | Hopman Cup Perth, Austrálie  | tvrdý (h) | Alexander Zverev                                                                    | Belinda Bencicová Roger Federer                                                                   | 1–2      |
| Vítězka    | 1. | 7. ledna 2024        | United Cup Sydney, Austrálie | tvrdý     | Alexander Zverev Laura Siegemundová Maximilian Marterer Tatjana Mariová Kai Wehnelt | Hubert Hurkacz Iga Świąteková Daniel Michalski Katarzyna Kawaová Jan Zieliński Katarzyna Piterová | 2–1      |

## Chronologie výsledků na Grand Slamu

### Dvouhra
| Turnaj          | 2006 | 2007    | 2008    | 2009    | 2010    | 2011    | 2012    | 2013    | 2014    | 2015    | 2016    | 2017    | 2018    | 2019    | 2020    | 2021    | 2022    | 2023 | 2024    | SR     | V–P    |
| --------------- | ---- | ------- | ------- | ------- | ------- | ------- | ------- | ------- | ------- | ------- | ------- | ------- | ------- | ------- | ------- | ------- | ------- | ---- | ------- | ------ | ------ |
| Australian Open | A    | A       | 2. kolo | 1. kolo | 3. kolo | 1. kolo | 3. kolo | 4. kolo | 4. kolo | 1. kolo | Vítěz   | 4. kolo | SF      | 4. kolo | 4. kolo | 1. kolo | 1. kolo | A    | 1. kolo | 1 / 16 | 32–15  |
| French Open     | A    | 1. kolo | 1. kolo | A       | 2. kolo | 1. kolo | ČF      | 4. kolo | 4. kolo | 3. kolo | 1. kolo | 1. kolo | ČF      | 1. kolo | 1. kolo | 1. kolo | 3. kolo | A    | 1. kolo | 0 / 16 | 19–16  |
| Wimbledon       | A    | 1. kolo | 1. kolo | A       | 3. kolo | 1. kolo | SF      | 2. kolo | ČF      | 3. kolo | F       | 4. kolo | Vítěz   | 2. kolo | NH      | SF      | 3. kolo | A    | 1. kolo | 1 / 15 | 38–14  |
| US Open         | A    | 1. kolo | A       | 2. kolo | 1. kolo | SF      | 4. kolo | 4. kolo | 3. kolo | 3. kolo | Vítěz   | 1. kolo | 3. kolo | 1. kolo | 4. kolo | 4. kolo | A       | A    | A       | 1 / 14 | 31–13  |
| výhry–prohry    | 0–0  | 0–3     | 1–3     | 1–2     | 5–4     | 5–4     | 14–4    | 10–4    | 12–4    | 6–4     | 20–2    | 6–4     | 18–3    | 4–4     | 6–3     | 8–4     | 4–3     | 0–0  | 0–3     | 3 / 61 | 120–58 |

### Čtyřhra
| Turnaj          | 2007    | 2008    | 2010    | 2011    | 2012    | 2013    | 2014 | 2015 | 2016 | SR     | V–P  |
| --------------- | ------- | ------- | ------- | ------- | ------- | ------- | ---- | ---- | ---- | ------ | ---- |
| Australian Open | A       | 1. kolo | A       | 1. kolo | 1. kolo | A       | A    | A    | A    | 0 / 3  | 0–3  |
| French Open     | A       | A       | 1. kolo | 1. kolo | 2. kolo | 1. kolo | A    | A    | A    | 0 / 4  | 1–4  |
| Wimbledon       | A       | A       | 1. kolo | 3. kolo | 1. kolo | A       | A    | A    | A    | 0 / 3  | 2–3  |
| US Open         | 1. kolo | A       | 1. kolo | A       | 3. kolo | A       | A    | A    | A    | 0 / 3  | 2–3  |
| výhry–prohry    | 0–1     | 0–1     | 0–3     | 2–3     | 3–4     | 0–1     | 0–0  | 0–0  | 0–0  | 0 / 13 | 5–13 |

| Legenda | Legenda                                   | Legenda | Legenda                     |
| ------- | ----------------------------------------- | ------- | --------------------------- |
| SR      | poměr vyhraných turnajů ku všem odehraným | W–L V–P | výhry–prohry                |
| NH      | daný rok se turnaj nekonal                | A       | turnaje se hráč nezúčastnil |
| 1Q / LQ | prohra v (kole) kvalifikace               | 1k / 1R | prohra v daném kole turnaje |
| QF / ČF | prohra ve čtvrtfinále                     | SF      | prohra v semifinále         |
| F       | prohra ve finále                          | Vítěz   | vítězství v turnaji         |

## Postavení na konečném žebříčku WTA

### Dvouhra
| Rok    | 2003 | 2004   | 2005   | 2006   | 2007  | 2008   | 2009   | 2010  | 2011  | 2012 | 2013 | 2014  | 2015  | 2016 | 2017  | 2018 | 2019  | 2020  | 2021  | 2022   |
| Pořadí | 433. | ▲ 375. | ▲ 261. | ▲ 214. | ▲ 84. | ▼ 108. | ▲ 106. | ▲ 47. | ▲ 32. | ▲ 5. | ▼ 9. | ▼ 10. | ▬ 10. | ▲ 1. | ▼ 21. | ▲ 2. | ▼ 20. | ▼ 25. | ▲ 16. | ▼ 103. |

### Čtyřhra
| Rok    | 2005 | 2006 | 2007 | 2008   | 2009   | 2010   | 2011   | 2012   | 2013   | 2014 | 2015 | 2016   | 2017 | 2018 | 2019 | 2020 | 2021 | 2022 |
| Pořadí | 429. | —    | 205. | ▲ 190. | ▼ 240. | ▼ 859. | ▲ 156. | ▼ 165. | ▲ 138. | —    | 407. | ▲ 214. | —    | —    | —    | —    | 380. | —    |